# Liga Siatkówki Kobiet (2017/2018)
Liga Siatkówki Kobiet 2017/2018 – 13. sezon mistrzostw Polski organizowany przez Profesjonalną Ligę Piłki Siatkowej S.A pod egidą Polskiego Związku Piłki Siatkowej (PZPS).
Tytuł mistrzowski po raz piąty z rzędu a siódmy w historii zdobył KPS Chemik Police.

## Drużyny uczestniczące
| \| \| Uczestnicy poprzedniej edycji \| \| \| \| --------------------------------------------------------------------------------------------------------------------------------------------------------------------------------- \| ---------------------------------------- \| -- \| --- \| \| POL \| KPS Chemik Police \| 1 \| LM \| \| ŁÓD \| Budowlani Łódź \| 2 \| LM \| \| RZE \| KS Developres Rzeszów \| 3 \| LM \| \| WRO \| Impel Wrocław \| 4 \| CEV \| \| DĄB \| Tauron MKS Dąbrowa Górnicza \| 5 \| PCh \| \| ŁDZ \| ŁKS Commercecon Łódź \| 6 \| \| \| BIE \| BKS Profi Credit Bielsko-Biała \| 7 \| \| \| TOR \| Budowlani Toruń \| 8 \| \| \| MUS \| Polski Cukier Muszynianka Fakro Bank BPS \| 10 \| \| \| PIŁ \| PTPS Piła \| 11 \| \| \| BYD \| KS Pałac Bydgoszcz \| 12 \| \| \| LEG \| Siódemka SK bank Legionovia \| 13 \| \| \| OST \| AZS KSZO Ostrowiec Świętokrzyski \| 14 \| \| \| \| Awans z I ligi \| \| \| \| KRA \| Trefl Proxima Kraków \| 2 \| \| \| Oznaczenia: - kolumna pierwsza – skróty nazw drużyn wpisane na mapie (jeśli ta została zamieszczona), - kolumna trzecia – miejsce zajęte przez daną drużynę w poprzednim sezonie. \| \| \| \| |                                          | POLŁÓDRZEWRODĄBŁDZBIETORMUSPIŁBYDLEGOSTKRA Lokalizacja klubów |     |
| | Uczestnicy poprzedniej edycji            |                                                               |     |
| POL | KPS Chemik Police                        | 1                                                             | LM  |
| ŁÓD | Budowlani Łódź                           | 2                                                             | LM  |
| RZE | KS Developres Rzeszów                    | 3                                                             | LM  |
| WRO | Impel Wrocław                            | 4                                                             | CEV |
| DĄB | Tauron MKS Dąbrowa Górnicza              | 5                                                             | PCh |
| ŁDZ | ŁKS Commercecon Łódź                     | 6                                                             |     |
| BIE | BKS Profi Credit Bielsko-Biała           | 7                                                             |     |
| TOR | Budowlani Toruń                          | 8                                                             |     |
| MUS | Polski Cukier Muszynianka Fakro Bank BPS | 10                                                            |     |
| PIŁ | PTPS Piła                                | 11                                                            |     |
| BYD | KS Pałac Bydgoszcz                       | 12                                                            |     |
| LEG | Siódemka SK bank Legionovia              | 13                                                            |     |
| OST | AZS KSZO Ostrowiec Świętokrzyski         | 14                                                            |     |
| | Awans z I ligi                           |                                                               |     |
| KRA | Trefl Proxima Kraków                     | 2                                                             |     |
| Oznaczenia: - kolumna pierwsza – skróty nazw drużyn wpisane na mapie (jeśli ta została zamieszczona), - kolumna trzecia – miejsce zajęte przez daną drużynę w poprzednim sezonie. |                                          |                                                               |     |

## Hale sportowe
| Klub                                     | Hala sportowa                           | Liczba miejsc siedzących |
| ---------------------------------------- | --------------------------------------- | ------------------------ |
| AZS KSZO Ostrowiec Świętokrzyski         | Hala sportowo-widowiskowa KSZO          | 3794                     |
| BKS Profi Credit Bielsko-Biała           | Hala BKS Stal                           | 1400                     |
| Budowlani Toruń                          | Arena Toruń                             | 5192                     |
| Enea PTPS Piła                           | Hala Sportowo-Widowiskowa MOSiR         | 1500                     |
| Grot Budowlani Łódź                      | Atlas Arena                             | 12109                    |
| Impel Wrocław                            | Hala „Orbita”                           | 3000                     |
| KS Developres Rzeszów                    | Hala Podpromie                          | 4300                     |
| KS Pałac Bydgoszcz                       | Hala Łuczniczka                         | 6082                     |
| ŁKS Commercecon Łódź                     | Atlas Arena                             | 12109                    |
| Polski Cukier Muszynianka Fakro Bank BPS | Hala sportowa Muszyna                   | 1200                     |
| PSPS Chemik Police                       | Hala sportowa im. Ignacego Łukasiewicza | 1100                     |
| PSPS Chemik Police                       | Arena Azoty                             | 5403                     |
| Siódemka SK bank Legionovia              | Arena Legionowo                         | 1988                     |
| Tauron Banimex MKS Dąbrowa Górnicza      | Hala Centrum                            | 2944                     |
| Trefl Proxima Kraków                     | Tauron Arena Kraków                     | 20400                    |
| Trefl Proxima Kraków                     | HWS Suche Stawy                         | 1200                     |

## Rozgrywki

### Faza zasadnicza

#### Tabela wyników
| Gospodarz \ Gość1                 | POL | ŁÓD | RZE | WRO | DĄB | ŁDZ | BIE | TOR | MUS | PIŁ | BYD | LEG | OST | KRA |
| --------------------------------- | --- | --- | --- | --- | --- | --- | --- | --- | --- | --- | --- | --- | --- | --- |
| KPS Chemik Police                 | -   | 3:0 | 0:3 | 3:0 | 3:1 | 3:0 | 3:1 | 3:0 | 3:1 | 3:1 | 3:2 | 3:0 | 3:0 | 3:1 |
| Budowlani Łódź                    | 1:3 | -   | 3:0 | 3:0 | 3:2 | 3:0 | 0:3 | 3:0 | 3:0 | 3:0 | 3:0 | 2:3 | 3:0 | 0:3 |
| KS Developres Rzeszów             | 3:2 | 3:0 | -   | 3:0 | 3:0 | 2:3 | 3:2 | 3:1 | 3:0 | 3:0 | 3:2 | 3:0 | 3:0 | 3:0 |
| Impel Wrocław                     | 2:3 | 0:3 | 1:3 | -   | 3:1 | 0:3 | 3:0 | 2:3 | 2:3 | 3:1 | 3:0 | 1:3 | 3:2 | 2:3 |
| Tauron MKS Dąbrowa Górnicza       | 0:3 | 0:3 | 1:3 | 0:3 | -   | 1:3 | 0:3 | 1:3 | 2:3 | 3:2 | 1:3 | 3:2 | 2:3 | 2:3 |
| ŁKS Commercecon Łódź              | 2:3 | 3:0 | 3:2 | 3:0 | 3:0 | -   | 3:1 | 3:0 | 3:2 | 3:0 | 3:0 | 3:0 | 3:1 | 3:1 |
| BKS Profi Credit Bielsko-Biała    | 0:3 | 1:3 | 1:3 | 2:3 | 3:0 | 2:3 | -   | 3:0 | 3:1 | 3:0 | 3:0 | 2:3 | 3:2 | 0:3 |
| Budowlani Toruń                   | 0:3 | 0:3 | 2:3 | 3:1 | 3:0 | 0:3 | 0:3 | -   | 0:3 | 2:3 | 3:1 | 3:0 | 0:3 | 3:2 |
| Polski Cukier Muszynianka Muszyna | 1:3 | 3:2 | 0:3 | 3:1 | 3:0 | 2:3 | 2:3 | 3:0 | -   | 1:3 | 3:1 | 3:1 | 2:3 | 3:1 |
| PTPS Piła                         | 1:3 | 3:2 | 1:3 | 3:0 | 3:0 | 3:1 | 3:0 | 3:1 | 3:0 | -   | 3:1 | 3:0 | 3:1 | 3:1 |
| KS Pałac Bydgoszcz                | 1:3 | 0:3 | 0:3 | 3:1 | 3:0 | 0:3 | 3:1 | 3:0 | 0:3 | 1:3 | -   | 3:2 | 1:3 | 0:3 |
| Legionovia Legionowo              | 1:3 | 1:3 | 0:3 | 3:1 | 0:3 | 2:3 | 3:2 | 2:3 | 0:3 | 2:3 | 1:3 | -   | 3:0 | 3:0 |
| KSZO Ostrowiec Świętokrzyski      | 1:3 | 1:3 | 3:1 | 1:3 | 3:0 | 0:3 | 3:2 | 3:2 | 3:1 | 0:3 | 0:3 | 3:1 | -   | 1:3 |
| Trefl Proxima Kraków              | 0:3 | 2:3 | 1:3 | 3:1 | 3:0 | 1:3 | 2:3 | 3:1 | 3:2 | 3:1 | 3:1 | 1:3 | 3:0 | -   |

Źródło: siatka.org (pol.)
1 Drużyna gospodarzy jest wymieniona po lewej stronie tabeli.
Kolory:
  zwycięstwo gospodarzy 3:0 lub 3:1
  zwycięstwo gospodarzy 3:2
  zwycięstwo gości 3:0 lub 3:1
  zwycięstwo gości 3:2

#### Terminarz i wyniki
| Data        | Godz. | Gospodarz                         | Rezultat                                | Gość                              | Widzów | MVP                        |
| ----------- | ----- | --------------------------------- | --------------------------------------- | --------------------------------- | ------ | -------------------------- |
| 1. kolejka  |       |                                   |                                         |                                   |        |                            |
| 14.10.2017  | 17:00 | KSZO Ostrowiec Świętokrzyski      | 3:1 (17:25, 25:17, 25:21, 25:21)        | Legionovia Legionowo              | 900    | Agnieszka Rabka            |
| 14.10.2017  | 18:00 | KS Developres Rzeszów             | 3:2 (18:25, 25:16, 25:23, 27:29, 15:9)  | KS Pałac Bydgoszcz                | 1097   | Hélène Rousseaux           |
| 15.10.2017  | 17:00 | Chemik Police                     | 3:0 (25:21, 25:23, 25:11)               | Budowlani Toruń                   | 950    | Aleksandra Krzos           |
| 15.10.2017  | 20:00 | Tauron MKS Dąbrowa Górnicza       | 2:3 (25:21, 25:23, 15:25, 12:25, 14:16) | Polski Cukier Muszynianka Muszyna | 700    | Aleksandra Wójcik          |
| 16.10.2017  | 18:00 | BKS Profi Credit Bielsko-Biała    | 1:3 (25:15, 17:25, 19:25, 17:25)        | Budowlani Łódź                    | 1000   | Pavla Vincourová           |
| 16.10.2017  | 18:00 | ŁKS Commercecon Łódź              | 3:1 (25:21, 25:27, 25:16, 25:18)        | Trefl Proxima Kraków              | 1200   | Lucie Mühlsteinová         |
| 16.10.2017  | 18:00 | Impel Wrocław                     | 3:1 (20:25, 25:23, 28:26, 25:23)        | PTPS Piła                         | 1000   | Maria Stenzel              |
| 2. kolejka  |       |                                   |                                         |                                   |        |                            |
| 20.10.2017  | 18:00 | BKS Profi Credit Bielsko-Biała    | 3:2 (24:26, 25:13, 22:25, 25:20, 15:8)  | KSZO Ostrowiec Świętokrzyski      | 800    | Aleksandra Jagieło         |
| 21.10.2017  | 18:00 | PTPS Piła                         | 3:0 (25:18, 25:20, 25:17)               | Tauron MKS Dąbrowa Górnicza       | 1350   | Dorota Wilk                |
| 21.10.2017  | 18:00 | Budowlani Łódź                    | 3:0 (25:18, 25:11, 25:13)               | Budowlani Toruń                   | 2800   | Kaja Grobelna              |
| 21.10.2017  | 18:00 | KS Pałac Bydgoszcz                | 3:1 (25:16, 26:24, 21:25, 25:16)        | Impel Wrocław                     | 890    | Natalia Misiuna            |
| 22.10.2017  | 20:00 | Polski Cukier Muszynianka Muszyna | 2:3 (26:24, 11:25, 18:25, 25:23, 8:15)  | ŁKS Commercecon Łódź              | 700    | Katarzyna Sielicka         |
| 23.10.2017  | 18:00 | Trefl Proxima Kraków              | 0:3 (16:25, 16:25, 22:25)               | Chemik Police                     | 1723   | Stefana Veljković          |
| 25.10.2017  | 19:00 | Legionovia Legionowo              | 0:3 (16:25, 13:25, 18:25)               | KS Developres Rzeszów             | 750    | Jelena Blagojević          |
| 3. kolejka  |       |                                   |                                         |                                   |        |                            |
| 28.10.2017  | 17:00 | Impel Wrocław                     | 1:3 (18:25, 14:25, 25:22, 22:25)        | Legionovia Legionowo              | 500    | Anna Bączyńska             |
| 28.10.2017  | 17:00 | Tauron MKS Dąbrowa Górnicza       | 1:3 (23:25, 17:25, 25:19, 17:25)        | KS Pałac Bydgoszcz                | 1000   | Natalia Misiuna            |
| 28.10.2017  | 18:00 | ŁKS Commercecon Łódź              | 3:0 (25:23, 25:20, 25:19)               | PTPS Piła                         | 1400   | Krystyna Strasz            |
| 29.10.2017  | 17:00 | Chemik Police                     | 3:1 (24:26, 28:26, 25:19, 25:21)        | Polski Cukier Muszynianka Muszyna | 950    | Aleksandra Krzos           |
| 29.10.2017  | 17:00 | Budowlani Toruń                   | 3:2 (18:25, 25:20, 17:25, 25:21, 15:13) | Trefl Proxima Kraków              | 920    | Ewelina Ryznar             |
| 29.10.2017  | 20:00 | KS Developres Rzeszów             | 3:2 (25:17, 22:25, 20:25, 25:15, 15:9)  | BKS Profi Credit Bielsko-Biała    | 700    | Jelena Blagojević          |
| 30.10.2017  | 18:00 | KSZO Ostrowiec Świętokrzyski      | 1:3 (25:20, 23:25, 14:25, 19:25)        | Budowlani Łódź                    | 1000   | Kaja Grobelna              |
| 4. kolejka  |       |                                   |                                         |                                   |        |                            |
| 03.11.2017  | 18:00 | KSZO Ostrowiec Świętokrzyski      | 3:1 (25:21, 25:19, 20:25, 25:21)        | KS Developres Rzeszów             | 954    | Agnieszka Rabka            |
| 04.11.2017  | 17:00 | KS Pałac Bydgoszcz                | 0:3 (18:25, 18:25, 18:25)               | ŁKS Commercecon Łódź              | 940    | Ewa Kwiatkowska            |
| 04.11.2017  | 18:00 | Legionovia Legionowo              | 0:3 (20:25, 20:25, 19:25)               | Tauron MKS Dąbrowa Górnicza       | 900    | Ewelina Tobiasz            |
| 04.11.2017  | 18:00 | Budowlani Łódź                    | 0:3 (26:28, 21:25, 23:25)               | Trefl Proxima Kraków              | 2000   | Kinga Hatala               |
| 05.11.2017  | 14:45 | Polski Cukier Muszynianka Muszyna | 3:0 (25:16, 25:16, 25:13)               | Budowlani Toruń                   | 820    | Maja Savić                 |
| 05.11.2017  | 18:00 | PTPS Piła                         | 1:3 (25:17, 16:25, 17:25, 18:25)        | Chemik Police                     | 1480   | Stefana Veljković          |
| 05.11.2017  | 20:00 | BKS Profi Credit Bielsko-Biała    | 2:3 (28:30, 25:16, 25:13, 24:26, 12:15) | Impel Wrocław                     | 1000   | Julia Szczurowska          |
| 5. kolejka  |       |                                   |                                         |                                   |        |                            |
| 11.11.2017  | 17:00 | Tauron MKS Dąbrowa Górnicza       | 0:3 (23:25, 17:25, 20:25)               | BKS Profi Credit Bielsko-Biała    | 1200   | Katarzyna Konieczna        |
| 11.11.2017  | 18:00 | Chemik Police                     | 3:2 (25:11, 15:25, 23:25, 25:14, 15:7)  | KS Pałac Bydgoszcz                | 1050   | Katarzyna Zaroślińska      |
| 12.11.2017  | 17:00 | Budowlani Toruń                   | 2:3 (22:25, 25:18, 25:23, 20:25, 11:15) | PTPS Piła                         | 648    | Justyna Łysiak             |
| 12.11.2017  | 20:00 | Impel Wrocław                     | 3:2 (25:22, 29:27, 20:25, 21:25, 15:13) | KSZO Ostrowiec Świętokrzyski      | 1065   | Maria Stenzel              |
| 13.11.2017  | 18:00 | Polski Cukier Muszynianka Muszyna | 3:1 (18:25, 25:19, 25:21, 25:21)        | Trefl Proxima Kraków              | 720    | Monika Bociek              |
| 14.11.2017  | 18:00 | ŁKS Commercecon Łódź              | 3:0 (25:22, 25:7, 25:15)                | Legionovia Legionowo              | 1423   | Regiane Bidias             |
| 15.11.2017  | 18:00 | KS Developres Rzeszów             | 3:0 (25:13, 25:22, 28:26)               | Budowlani Łódź                    | 1090   | Agata Sawicka              |
| 6. kolejka  |       |                                   |                                         |                                   |        |                            |
| 18.11.2017  | 17:00 | KS Pałac Bydgoszcz                | 3:0 (25:22, 25:10, 25:13)               | Budowlani Toruń                   | 930    | Magdalena Mazurek          |
| 18.11.2017  | 18:00 | Budowlani Łódź                    | 3:0 (26:24, 25:23, 25:11)               | Polski Cukier Muszynianka Muszyna | 1850   | Agnieszka Kąkolewska       |
| 18.11.2017  | 18:00 | Legionovia Legionowo              | 1:3 (25:20, 17:25, 16:25, 23:25)        | Chemik Police                     | 800    | Natalia Mędrzyk            |
| 19.11.2017  | 15:00 | KS Developres Rzeszów             | 3:0 (25:17, 25:18, 25:20)               | Impel Wrocław                     | 1500   | Monika Ptak                |
| 19.11.2017  | 20:00 | BKS Profi Credit Bielsko-Biała    | 2:3 (25:17, 16:25, 25:17, 16:25, 12:15) | ŁKS Commercecon Łódź              | 1100   | Deja McClendon             |
| 20.11.2017  | 18:00 | PTPS Piła                         | 3:1 (25:21, 22:25, 25:22, 25:20)        | Trefl Proxima Kraków              | 1054   | Agata Babicz               |
| 21.11.2017  | 18:00 | KSZO Ostrowiec Świętokrzyski      | 3:0 (25:16, 25:23, 30:28)               | Tauron MKS Dąbrowa Górnicza       | 1600   | Magdalena Soter            |
| 7. kolejka  |       |                                   |                                         |                                   |        |                            |
| 25.11.2017  | 17:00 | Budowlani Toruń                   | 3:0 (25:22, 25:18, 25:21)               | Legionovia Legionowo              | 620    | Marina Cvetanović          |
| 25.11.2017  | 17:00 | Polski Cukier Muszynianka Muszyna | 1:3 (16:25, 11:25, 25:23, 23:25)        | PTPS Piła                         | 500    | Dajana Bošković            |
| 25.11.2017  | 18:00 | Chemik Police                     | 3:1 (21:25, 25:8, 25:20, 25:21)         | BKS Profi Credit Bielsko-Biała    | 1000   | Bianka Buša                |
| 27.11.2017  | 18:00 | KS Pałac Bydgoszcz                | 0:3 (24:26, 17:25, 21:25)               | Trefl Proxima Kraków              | 600    | Justyna Łukasik            |
| 27.11.2017  | 18:00 | Tauron MKS Dąbrowa Górnicza       | 1:3 (18:25, 25:22, 14:25, 22:25)        | KS Developres Rzeszów             | 700    | Adela Helić                |
| 28.11.2017  | 18:00 | Impel Wrocław                     | 0:3 (23:25, 15:25, 16:25)               | Budowlani Łódź                    | 900    | Pavla Vincourová           |
| 29.11.2017  | 18:00 | ŁKS Commercecon Łódź              | 3:1 (25:18, 25:27, 25:14, 27:25)        | KSZO Ostrowiec Świętokrzyski      | 1425   | Izabela Kowalińska         |
| 8. kolejka  |       |                                   |                                         |                                   |        |                            |
| 02.12.2017  | 18:00 | BKS Profi Credit Bielsko-Biała    | 3:0 (25:21, 25:11, 25:17)               | Budowlani Toruń                   | 700    | Nia Grant                  |
| 02.12.2017  | 18:00 | KS Pałac Bydgoszcz                | 0:3 (22:25, 21:25, 14:25)               | Polski Cukier Muszynianka Muszyna | 810    | Maja Savić                 |
| 03.12.2017  | 14:45 | Budowlani Łódź                    | 3:0 (25:16, 25:21, 25:11)               | PTPS Piła                         | 1400   | Kaja Grobelna              |
| 03.12.2017  | 16:00 | KS Developres Rzeszów             | 2:3 (24:26, 25:18, 26:24, 17:25, 9:15)  | ŁKS Commercecon Łódź              | 1850   | Zuzanna Efimienko          |
| 03.12.2017  | 17:00 | Impel Wrocław                     | 3:1 (25:21, 22:25, 25:19, 25:19)        | Tauron MKS Dąbrowa Górnicza       | 1234   | Ilona Gierak               |
| 03.12.2017  | 17:00 | KSZO Ostrowiec Świętokrzyski      | 1:3 (25:22, 18:25, 25:27, 21:25)        | Chemik Police                     | 1937   | Stefana Veljković          |
| 04.12.2017  | 18:00 | Legionovia Legionowo              | 3:0 (27:25, 25:18, 25:16)               | Trefl Proxima Kraków              | 750    | Małgorzata Jasek           |
| 9. kolejka  |       |                                   |                                         |                                   |        |                            |
| 09.12.2017  | 14:45 | Chemik Police                     | 0:3 (20:25, 19:25, 16:25)               | KS Developres Rzeszów             | 950    | Anna Kaczmar               |
| 09.12.2017  | 17:00 | Polski Cukier Muszynianka Muszyna | 3:0 (25:19, 25:20, 14:25, 25:17)        | Legionovia Legionowo              | 450    | Danica Radenković          |
| 10.12.2017  | 18:00 | Tauron MKS Dąbrowa Górnicza       | 0:3 (8:25, 12:25, 19:25)                | Budowlani Łódź                    | 800    | Hana Čutura                |
| 10.12.2017  | 18:00 | ŁKS Commercecon Łódź              | 3:0 (25:20, 25:22, 25:23)               | Impel Wrocław                     | 1450   | Zuzanna Efimienko          |
| 10.12.2017  | 18:00 | PTPS Piła                         | 3:1 (27:25, 23:25, 25:21, 25:11)        | KS Pałac Bydgoszcz                | 1280   | Agata Babicz               |
| 10.12.2017  | 18:00 | Trefl Proxima Kraków              | 2:3 (20:25, 24:26, 25:19, 25:20, 11:15) | BKS Profi Credit Bielsko-Biała    | 273    | Katarzyna Konieczna        |
| 11.12.2017  | 18:00 | Budowlani Toruń                   | 0:3 (16:25, 20:25, 23:25)               | KSZO Ostrowiec Świętokrzyski      | 510    | Koleta Łyszkiewicz         |
| 10. kolejka |       |                                   |                                         |                                   |        |                            |
| 15.12.2017  | 18:00 | Budowlani Łódź                    | 3:0 (25:22, 25:16, 25:19)               | KS Pałac Bydgoszcz                | 650    | Martyna Grajber            |
| 15.12.2017  | 18:00 | BKS Profi Credit Bielsko-Biała    | 3:1 (19:25, 25:23, 25:19, 25:18)        | Polski Cukier Muszynianka Muszyna | 900    | Emilia Mucha               |
| 16.12.2017  | 14:45 | Legionovia Legionowo              | 2:3 (14:25, 14:25, 25:23, 25:23, 7:15)  | PTPS Piła                         | 500    | Agata Babicz               |
| 16.12.2017  | 17:00 | KS Developres Rzeszów             | 3:1 (17:25, 25:20, 25:15, 25:19)        | Budowlani Toruń                   | 900    | Adela Helić                |
| 16.12.2017  | 17:00 | KSZO Ostrowiec Świętokrzyski      | 1:3 (25:19, 24:26, 18:25, 17:25)        | Trefl Proxima Kraków              | 1420   | Klaudia Kulig              |
| 16.12.2017  | 18:00 | Tauron MKS Dąbrowa Górnicza       | 1:3 (18:25, 25:23, 18:25, 21:25)        | ŁKS Commercecon Łódź              | 500    | Lucie Mühlsteinová         |
| 17.12.2017  | 14:45 | Impel Wrocław                     | 2:3 (26:24, 22:25, 22:25, 25:21, 13:15) | Chemik Police                     | 1365   | Natalia Mędrzyk            |
| 11. kolejka |       |                                   |                                         |                                   |        |                            |
| 07.12.2017  | 18:00 | ŁKS Commercecon Łódź              | 3:0 (25:12, 25:21, 25:21)               | Budowlani Łódź                    | 4920   | Izabela Kowalińska         |
| 20.12.2017  | 17:00 | Polski Cukier Muszynianka Muszyna | 2:3 (22:25, 25:16, 25:20, 16:25, 10:15) | KSZO Ostrowiec Świętokrzyski      | 300    | Natalia Skrzypkowska       |
| 20.12.2017  | 18:00 | PTPS Piła                         | 3:0 (25:14, 25:19, 25:6)                | BKS Profi Credit Bielsko-Biała    | 1090   | Dorota Wilk                |
| 20.12.2017  | 18:00 | Budowlani Toruń                   | 3:1 (25:19, 20:25, 25:18, 25:21)        | Impel Wrocław                     | 550    | Izabela Bałucka            |
| 20.12.2017  | 18:00 | Trefl Proxima Kraków              | 1:3 (25:20, 19:25, 17:25, 18:25)        | KS Developres Rzeszów             | 277    | Jelena Blagojević          |
| 20.12.2017  | 18:00 | KS Pałac Bydgoszcz                | 3:2 (25:18, 16:25, 17:25, 25:16, 16:14) | Legionovia Legionowo              | 390    | Natalia Misiuna            |
| 21.12.2017  | 18:00 | Chemik Police                     | 3:1 (23:25, 25:23, 25:20, 25:18)        | Tauron MKS Dąbrowa Górnicza       | 650    | Katarzyna Zaroślińska      |
| 12. kolejka |       |                                   |                                         |                                   |        |                            |
| 05.01.2018  | 18:00 | Budowlani Łódź                    | 2:3 (23:25, 25:8, 30:32, 25:19, 17:19)  | Legionovia Legionowo              | 1050   | Magdalena Damaske          |
| 06.01.2018  | 17:00 | KS Developres Rzeszów             | 3:0 (26:24, 25:15, 25:18)               | Polski Cukier Muszynianka Muszyna | 800    | Adela Helić                |
| 06.01.2018  | 17:00 | Tauron MKS Dąbrowa Górnicza       | 1:3 (19:25, 14:25, 25:22, 20:25)        | Budowlani Toruń                   | 700    | Marta Wójcik               |
| 06.01.2018  | 17:00 | Impel Wrocław                     | 2:3 (20:25, 25:23, 24:26, 26:24, 13:15) | Trefl Proxima Kraków              | 1011   | Justyna Łukasik            |
| 07.01.2018  | 14:45 | ŁKS Commercecon Łódź              | 2:3 (25:20, 25:18, 23:25, 21:25, 11:15) | Chemik Police                     | 4492   | Stefana Veljković          |
| 07.01.2018  | 17:00 | KSZO Ostrowiec Świętokrzyski      | 0:3 (15:25, 16:25, 21:25)               | PTPS Piła                         | 1320   | Anita Kwiatkowska          |
| 08.01.2018  | 18:00 | BKS Profi Credit Bielsko-Biała    | 3:0 (25:20, 25:19, 25:19)               | KS Pałac Bydgoszcz                | 800    | Dominika Sobolska          |
| 13. kolejka |       |                                   |                                         |                                   |        |                            |
| 12.01.2018  | 18:00 | BKS Profi Credit Bielsko-Biała    | 2:3 (25:21, 25:22, 16:25, 24:26, 9:15)  | Legionovia Legionowo              | 800    | Beata Mielczarek           |
| 13.01.2018  | 17:00 | Budowlani Toruń                   | 0:3 (12:25, 18:25, 18:25)               | ŁKS Commercecon Łódź              | 712    | Zuzanna Efimienko          |
| 13.01.2018  | 17:00 | Polski Cukier Muszynianka Muszyna | 3:1 (25:21, 25:18, 19:25, 28:26)        | Impel Wrocław                     | 650    | Małgorzata Śmieszek        |
| 13.01.2018  | 18:00 | Trefl Proxima Kraków              | 3:0 (25:20, 25:10, 25:20)               | Tauron MKS Dąbrowa Górnicza       | 299    | Martyna Łukasik            |
| 14.01.2018  | 17:00 | KS Pałac Bydgoszcz                | 1:3 (25:22, 25:27, 20:25, 11:25)        | KSZO Ostrowiec Świętokrzyski      | 620    | Marta Biedziak             |
| 14.01.2018  | 20:00 | Chemik Police                     | 3:0 (25:14, 25:22, 25:19)               | Budowlani Łódź                    | 850    | Katarzyna Zaroślińska-Król |
| 15.01.2018  | 18:00 | PTPS Piła                         | 1:3 (25:23, 19:25, 21:25, 16:25)        | KS Developres Rzeszów             | 1050   | Agnieszka Rabka            |
| 14. kolejka |       |                                   |                                         |                                   |        |                            |
| 20.01.2018  | 14:45 | Trefl Proxima Kraków              | 1:3 (19:25, 27:25, 22:25, 15:25)        | ŁKS Commercecon Łódź              | 283    | Agata Wawrzyńczyk          |
| 20.01.2018  | 17:00 | Legionovia Legionowo              | 3:0 (25:18, 25:19, 25:15)               | KSZO Ostrowiec Świętokrzyski      | 600    | Paulina Szpak              |
| 20.01.2018  | 17:00 | Polski Cukier Muszynianka Muszyna | 3:0 (25:13, 25:19, 25:19)               | Tauron MKS Dąbrowa Górnicza       | 680    | Roksana Brzóska            |
| 20.01.2018  | 18:00 | Budowlani Łódź                    | 0:3 (19:25, 24:26, 22:25)               | BKS Profi Credit Bielsko-Biała    | 1250   | Katarzyna Konieczna        |
| 21.01.2018  | 17:00 | Budowlani Toruń                   | 0:3 (16:25, 22:25, 21:25)               | Chemik Police                     | 400    | Natalia Mędrzyk            |
| 21.01.2018  | 18:00 | PTPS Piła                         | 3:0 (25:11, 25:21, 25:18)               | Impel Wrocław                     | 1005   | Anna Stencel               |
| 11.03.2018  | 18:00 | KS Pałac Bydgoszcz                | 0:3 (15:25, 18:25, 24:26)               | KS Developres Rzeszów             | 400    | Adela Helić                |
| 15. kolejka |       |                                   |                                         |                                   |        |                            |
| 26.01.2018  | 18:00 | KSZO Ostrowiec Świętokrzyski      | 3:2 (29:31, 16:25, 25:21, 26:24, 15:10) | BKS Profi Credit Bielsko-Biała    | 1024   | Natalia Skrzypkowska       |
| 27.01.2018  | 17:00 | Impel Wrocław                     | 3:0 (25:15, 25:19, 25:22)               | KS Pałac Bydgoszcz                | 285    | Tamara Gałucha             |
| 27.01.2018  | 18:00 | Chemik Police                     | 3:1 (25:19, 25:14, 26:28, 25:21)        | Trefl Proxima Kraków              | 650    | Izabela Bełcik             |
| 27.01.2018  | 18:00 | ŁKS Commercecon Łódź              | 3:2 (25:19, 22:25, 20:25, 27:25, 15:13) | Polski Cukier Muszynianka Muszyna | 1908   | Agata Wawrzyńczyk          |
| 28.01.2018  | 17:00 | Budowlani Toruń                   | 0:3 (12:25, 17:25, 18:25)               | Budowlani Łódź                    | 420    | Julia Twardowska           |
| 28.01.2018  | 20:00 | KS Developres Rzeszów             | 3:0 (25:20, 25:16, 25:21)               | Legionovia Legionowo              | 500    | Hélène Rousseaux           |
| 29.01.2018  | 18:00 | Tauron MKS Dąbrowa Górnicza       | 3:2 (20:25, 21:25, 25:23, 25:21, 15:11) | PTPS Piła                         | 900    | Patrycja Polak             |
| 16. kolejka |       |                                   |                                         |                                   |        |                            |
| 03.02.2018  | 17:00 | Polski Cukier Muszynianka Muszyna | 1:3 (25:21, 14:25, 13:25, 16:25)        | Chemik Police                     | 790    | Natalia Mędrzyk            |
| 03.02.2018  | 18:00 | BKS Profi Credit Bielsko-Biała    | 1:3 (25:23, 15:25, 20:25, 20:25)        | KS Developres Rzeszów             | 770    | Hélène Rousseaux           |
| 03.02.2018  | 18:00 | Trefl Proxima Kraków              | 3:1 (25:23, 25:17, 20:25, 25:18)        | Budowlani Toruń                   | 427    | Martyna Łukasik            |
| 04.02.2018  | 17:00 | KS Pałac Bydgoszcz                | 3:0 (25:16, 25:19, 25:19)               | Tauron MKS Dąbrowa Górnicza       | 680    | Joanna Kuligowska          |
| 04.02.2018  | 18:00 | Budowlani Łódź                    | 3:0 (25:23, 25:21, 25:23)               | KSZO Ostrowiec Świętokrzyski      | 600    | Agnieszka Kąkolewska       |
| 04.02.2018  | 20:00 | Legionovia Legionowo              | 3:1 (25:27, 25:20, 25:21, 25:19)        | Impel Wrocław                     | 1200   | Małgorzata Jasek           |
| 05.02.2018  | 18:00 | PTPS Piła                         | 3:1 (25:22, 25:19, 17:25, 25:17)        | ŁKS Commercecon Łódź              | 1140   | Jelena Trnić               |
| 17. kolejka |       |                                   |                                         |                                   |        |                            |
| 10.02.2018  | 17:00 | Budowlani Toruń                   | 0:3 (18:25, 18:25, 20:25)               | Polski Cukier Muszynianka Muszyna | 1200   | Roksana Brzóska            |
| 10.02.2018  | 17:00 | KS Developres Rzeszów             | 3:0 (25:22, 25:19, 25:19)               | KSZO Ostrowiec Świętokrzyski      | 650    | Hélène Rousseaux           |
| 10.02.2018  | 17:00 | Tauron MKS Dąbrowa Górnicza       | 3:2 (26:28, 12:25, 25:22, 25:22, 15:13) | Legionovia Legionowo              | 500    | Aliona Martiniuc           |
| 10.02.2018  | 18:00 | Chemik Police                     | 3:1 (25:19, 25:20, 23:25, 25:17)        | PTPS Piła                         | 850    | Natalia Mędrzyk            |
| 11.02.2018  | 15:00 | ŁKS Commercecon Łódź              | 3:0 (25:11, 25:23, 25:22)               | KS Pałac Bydgoszcz                | 1360   | Izabela Kowalińska         |
| 11.02.2018  | 17:00 | Impel Wrocław                     | 3:0 (25:20, 25:15, 25:17)               | BKS Profi Credit Bielsko-Biała    | 878    | Anna Łozowska              |
| 11.02.2018  | 20:00 | Trefl Proxima Kraków              | 2:3 (23:25, 22:25, 25:22, 25:23, 6:15)  | Budowlani Łódź                    | 300    | Julia Twardowska           |
| 18. kolejka |       |                                   |                                         |                                   |        |                            |
| 16.02.2018  | 18:00 | BKS Profi Credit Bielsko-Biała    | 3:0 (25:22, 25:13, 25:17)               | Tauron MKS Dąbrowa Górnicza       | 800    | Marlena Pleśnierowicz      |
| 17.02.2018  | 17:00 | KSZO Ostrowiec Świętokrzyski      | 1:3 (25:16, 18:25, 20:25, 24:26)        | Impel Wrocław                     | 980    | Iga Chojnacka              |
| 17.02.2018  | 18:00 | KS Pałac Bydgoszcz                | 1:3 (14:25, 23:25, 25:21, 19:25)        | Chemik Police                     | 380    | Sladana Mirković           |
| 17.02.2018  | 18:00 | PTPS Piła                         | 3:1 (25:15, 25:20, 21:25, 25:15)        | Budowlani Toruń                   | 950    | Dajana Bošković            |
| 17.02.2018  | 18:00 | Trefl Proxima Kraków              | 3:2 (25:27, 18:25, 25:22, 25:14, 15:8)  | Polski Cukier Muszynianka Muszyna | 380    | Rebecca Pavan              |
| 18.02.2018  | 20:30 | Budowlani Łódź                    | 3:0 (25:17, 25:20, 25:20)               | KS Developres Rzeszów             | 1200   | Agnieszka Kąkolewska       |
| 19.02.2018  | 18:00 | Legionovia Legionowo              | 2:3 (21:25, 29:27, 25:16, 22:25, 13:15) | ŁKS Commercecon Łódź              | 450    | Agata Wawrzyńczyk          |
| 19. kolejka |       |                                   |                                         |                                   |        |                            |
| 24.02.2018  | 17:00 | Impel Wrocław                     | 1:3 (25:23, 15:25, 18:25, 26:28)        | KS Developres Rzeszów             | 920    | Anna Kaczmar               |
| 24.02.2018  | 17:00 | Tauron MKS Dąbrowa Górnicza       | 2:3 (25:20, 25:22, 10:25, 8:25, 11:15)  | KSZO Ostrowiec Świętokrzyski      | 700    | Koleta Łyszkiewicz         |
| 24.02.2018  | 17:00 | Polski Cukier Muszynianka Muszyna | 3:2 (25:20, 20:25, 25:21, 24:26, 15:10) | Budowlani Łódź                    | 400    | Monika Bociek              |
| 24.02.2018  | 18:00 | Chemik Police                     | 3:0 (25:12, 25:20, 25:16)               | Legionovia Legionowo              | 750    | Malwina Smarzek            |
| 25.02.2018  | 17:00 | Budowlani Toruń                   | 3:1 (26:28, 25:22, 25:20, 25:15)        | KS Pałac Bydgoszcz                | 560    | Agata Nowak                |
| 25.02.2018  | 20:00 | Trefl Proxima Kraków              | 3:1 (25:17, 16:25, 25:23, 25:23)        | PTPS Piła                         | 311    | Klaudia Kulig              |
| 26.02.2018  | 18:00 | ŁKS Commercecon Łódź              | 3:1 (25:23, 26:28, 27:25, 25:14)        | BKS Profi Credit Bielsko-Biała    | 1758   | Regiane Bidias             |
| 20. kolejka |       |                                   |                                         |                                   |        |                            |
| 03.03.2018  | 17:00 | KS Developres Rzeszów             | 3:0 (25:13, 25:16, 25:15)               | Tauron MKS Dąbrowa Górnicza       | 700    | Anna Kaczmar               |
| 03.03.2018  | 17:00 | KSZO Ostrowiec Świętokrzyski      | 0:3 (20:25, 19:25, 15:25)               | ŁKS Commercecon Łódź              | 740    | Lucie Mühlsteinová         |
| 03.03.2018  | 17:00 | Legionovia Legionowo              | 2:3 (25:20, 25:13, 16:25, 13:25, 7:15)  | Budowlani Toruń                   | 1300   | Marta Wójcik               |
| 03.03.2018  | 18:00 | PTPS Piła                         | 3:0 (25:22, 25:23, 25:10)               | Polski Cukier Muszynianka Muszyna | 1290   | Dorota Wilk                |
| 03.03.2018  | 18:00 | Trefl Proxima Kraków              | 3:1 (29:27, 25:17, 12:25, 25:18)        | KS Pałac Bydgoszcz                | 181    | Ewelina Brzezińska         |
| 05.03.2018  | 18:00 | Budowlani Łódź                    | 3:0 (25:22, 25:10, 25:14)               | Impel Wrocław                     | 1140   | Agnieszka Kąkolewska       |
| 05.03.2018  | 18:00 | BKS Profi Credit Bielsko-Biała    | 0:3 (19:25, 20:25, 20:25)               | Chemik Police                     | 1000   | Stefana Veljković          |
| 21. kolejka |       |                                   |                                         |                                   |        |                            |
| 07.03.2018  | 18:00 | Budowlani Toruń                   | 0:3 (20:25, 18:25, 17:25)               | BKS Profi Credit Bielsko-Biała    | 305    | Katarzyna Konieczna        |
| 07.03.2018  | 18:00 | Chemik Police                     | 3:0 (25:21, 25:14, 25:21)               | KSZO Ostrowiec Świętokrzyski      | 480    | Natalia Mędrzyk            |
| 07.03.2018  | 18:00 | Polski Cukier Muszynianka Muszyna | 3:1 (21:25, 25:19, 25:13, 25:17)        | KS Pałac Bydgoszcz                | 250    | Małgorzata Śmieszek        |
| 07.03.2018  | 18:00 | ŁKS Commercecon Łódź              | 3:2 (25:20, 25:27, 22:25, 25:22, 15:13) | KS Developres Rzeszów             | 1050   | Izabela Kowalińska         |
| 09.03.2018  | 17:00 | Tauron MKS Dąbrowa Górnicza       | 0:3 (19:25, 19:25, 20:25)               | Impel Wrocław                     | 400    | Weronika Wołodko           |
| 09.03.2018  | 18:00 | Trefl Proxima Kraków              | 1:3 (25:16, 20:25, 20:25, 20:25)        | Legionovia Legionowo              | 250    | Małgorzata Jasek           |
| 21.03.2018  | 18:00 | PTPS Piła                         | 3:2 (18:25, 25:20, 22:25, 25:20, 15:8)  | Budowlani Łódź                    | 1150   | Karolina Różycka           |
| 22. kolejka |       |                                   |                                         |                                   |        |                            |
| 15.03.2018  | 18:00 | Legionovia Legionowo              | 0:3 (15:25, 25:27, 14:25)               | Polski Cukier Muszynianka Muszyna | 520    | Aleksandra Wójcik          |
| 16.03.2018  | 18:00 | KS Pałac Bydgoszcz                | 1:3 (25:19, 21:25, 16:25, 31:33)        | PTPS Piła                         | 300    | Anita Kwiatkowska          |
| 16.03.2018  | 18:00 | KSZO Ostrowiec Świętokrzyski      | 3:2 (19:25, 18:25, 25:22, 25:19, 17:15) | Budowlani Toruń                   | 540    | Katarzyna Szałankiewicz    |
| 17.03.2018  | 18:00 | Budowlani Łódź                    | 3:2 (24:26, 18:25, 25:17, 25:17, 15:11) | Tauron MKS Dąbrowa Górnicza       | 1150   | Pavla Vincourová           |
| 18.03.2018  | 17:00 | Impel Wrocław                     | 0:3 (17:25, 20:25, 18:25)               | ŁKS Commercecon Łódź              | 766    | Izabela Kowalińska         |
| 18.03.2018  | 18:00 | BKS Profi Credit Bielsko-Biała    | 0:3 (17:25, 21:25, 18:25)               | Trefl Proxima Kraków              | 800    | Ewelina Brzezińska         |
| 18.03.2018  | 20:00 | KS Developres Rzeszów             | 3:2 (10:25, 26:24, 20:25, 25:18, 15:11) | Chemik Police                     | 1500   | Anna Kaczmar               |
| 23. kolejka |       |                                   |                                         |                                   |        |                            |
| 24.03.2018  | 17:00 | Budowlani Toruń                   | 2:3 (25:23, 25:20, 16:25, 18:25, 15:17) | KS Developres Rzeszów             | 380    | Katarzyna Żabińska         |
| 24.03.2018  | 18:00 | Trefl Proxima Kraków              | 3:0 (25:22, 25:21, 25:14)               | KSZO Ostrowiec Świętokrzyski      | 417    | Justyna Łukasik            |
| 24.03.2018  | 18:00 | PTPS Piła                         | 3:0 (25:19, 25:11, 26:24)               | Legionovia Legionowo              | 1180   | Jessica Walker             |
| 25.03.2018  | 16:00 | Chemik Police                     | 3:0 (25:19, 25:19, 25:11)               | Impel Wrocław                     | 900    | Bianka Buša                |
| 25.03.2018  | 18:00 | KS Pałac Bydgoszcz                | 0:3 (23:25, 13:25, 19:25)               | Budowlani Łódź                    | 400    | Martyna Grajber            |
| 26.03.2018  | 18:00 | Polski Cukier Muszynianka Muszyna | 2:3 (22:25, 25:21, 20:25, 25:15, 10:15) | BKS Profi Credit Bielsko-Biała    | 600    | Dominika Sobolska          |
| 31.03.2018  | 16:00 | ŁKS Commercecon Łódź              | 3:0 (26:24, 25:23, 25:11)               | Tauron MKS Dąbrowa Górnicza       | 925    | Krystyna Strasz            |
| 24. kolejka |       |                                   |                                         |                                   |        |                            |
| 28.03.2018  | 18:00 | KS Developres Rzeszów             | 3:0 (25:12, 25:9, 25:19)                | Trefl Proxima Kraków              | 800    | Hélène Rousseaux           |
| 28.03.2018  | 18:00 | Tauron MKS Dąbrowa Górnicza       | 0:3 (24:26, 19:25, 18:25)               | Chemik Police                     | 400    | Malwina Smarzek            |
| 28.03.2018  | 18:00 | Budowlani Łódź                    | 3:0 (25:18, 25:18, 25:19)               | ŁKS Commercecon Łódź              | 5671   | Pavla Vincourová           |
| 28.03.2018  | 18:00 | Legionovia Legionowo              | 1:3 (25:21, 18:25, 21:25, 23:25)        | KS Pałac Bydgoszcz                | 520    | Ewelina Krzywicka          |
| 28.03.2018  | 18:00 | Impel Wrocław                     | 2:3 (25:15, 23:25, 25:13, 25:27, 13:15) | Budowlani Toruń                   | 350    | Kinga Hatala               |
| 29.03.2018  | 18:00 | BKS Profi Credit Bielsko-Biała    | 3:0 (26:24, 25:19, 25:20)               | PTPS Piła                         | 600    | Dominika Sobolska          |
| 29.03.2018  | 18:00 | KSZO Ostrowiec Świętokrzyski      | 3:1 (17:25, 25:23, 25:18, 25:18)        | Polski Cukier Muszynianka Muszyna | 720    | Koleta Łyszkiewicz         |
| 25. kolejka |       |                                   |                                         |                                   |        |                            |
| 05.04.2018  | 18:00 | Legionovia Legionowo              | 1:3 (23:25, 25:15, 19:25, 22:25)        | Budowlani Łódź                    | 510    | Agnieszka Kąkolewska       |
| 05.04.2018  | 18:00 | KS Pałac Bydgoszcz                | 3:1 (26:24, 21:25, 25:23, 25:15)        | BKS Profi Credit Bielsko-Biała    | 230    | Ewelina Krzywicka          |
| 06.04.2018  | 18:00 | Budowlani Toruń                   | 3:0 (25:16, 25:14, 25:19)               | Tauron MKS Dąbrowa Górnicza       | 435    | Izabela Bałucka            |
| 07.04.2018  | 17:00 | Polski Cukier Muszynianka Muszyna | 0:3 (17:25, 19:25, 19:25)               | KS Developres Rzeszów             | 325    | Anna Kaczmar               |
| 07.04.2018  | 18:00 | PTPS Piła                         | 3:1 (21:25, 25:16, 25:16, 25:21)        | KSZO Ostrowiec Świętokrzyski      | 790    | Dorota Wilk                |
| 07.04.2018  | 18:00 | Trefl Proxima Kraków              | 3:1 (23:25, 25:15, 25:21, 25:17)        | Impel Wrocław                     | 413    | Ewelina Brzezińska         |
| 08.04.2018  | 14:45 | Chemik Police                     | 3:0 (25:23, 25:17, 25:16)               | ŁKS Commercecon Łódź              | 950    | Natalia Mędrzyk            |
| 26. kolejka |       |                                   |                                         |                                   |        |                            |
| 11.04.2018  | 18:00 | KS Developres Rzeszów             | 3:0 (25:18, 26:24, 25:15)               | PTPS Piła                         | 850    | Hélène Rousseaux           |
| 11.04.2018  | 18:00 | KSZO Ostrowiec Świętokrzyski      | 0:3 (25:27, 16:25, 21:25)               | KS Pałac Bydgoszcz                | 911    | Ewelina Krzywicka          |
| 11.04.2018  | 18:00 | ŁKS Commercecon Łódź              | 3:0 (26:24, 28:26, 25:17)               | Budowlani Toruń                   | 715    | Izabela Kowalińska         |
| 11.04.2018  | 18:00 | Legionovia Legionowo              | 3:2 (23:25, 25:15, 25:21, 22:25, 15:11) | BKS Profi Credit Bielsko-Biała    | 530    | Paulina Szpak              |
| 11.04.2018  | 18:00 | Tauron MKS Dąbrowa Górnicza       | 2:3 (27:25, 10:25, 17:25, 25:22, 7:15)  | Trefl Proxima Kraków              | 500    | Adrianna Budzoń            |
| 11.04.2018  | 18:00 | Impel Wrocław                     | 2:3 (21:25, 18:25, 25:19, 25:23, 11:15) | Polski Cukier Muszynianka Muszyna | 493    | Małgorzata Śmieszek        |
| 11.04.2018  | 20:30 | Budowlani Łódź                    | 1:3 (20:25, 19:25, 25:20, 21:25)        | Chemik Police                     | 750    | Aleksandra Krzos           |

#### Tabela
| Lp. | Drużyna                                  | Pkt | Mecze | Mecze | Mecze | Rodzaj wyniku | Rodzaj wyniku | Rodzaj wyniku | Rodzaj wyniku | Rodzaj wyniku | Rodzaj wyniku | Sety | Sety | Sety  | Małe punkty | Małe punkty | Małe punkty |
| Lp. | Drużyna                                  | Pkt | M     | W     | P     | 3:0           | 3:1           | 3:2           | 2:3           | 1:3           | 0:3           | wyg. | prz. | stos. | zdob.       | str.        | stos.       |
| --- | ---------------------------------------- | --- | ----- | ----- | ----- | ------------- | ------------- | ------------- | ------------- | ------------- | ------------- | ---- | ---- | ----- | ----------- | ----------- | ----------- |
| 1   | KPS Chemik Police                        | 70  | 26    | 24    | 2     | 10            | 11            | 3             | 1             | 0             | 1             | 74   | 23   | 3.22  | 2293        | 1913        | 1.2         |
| 2   | KS Developres Rzeszów                    | 64  | 26    | 22    | 4     | 12            | 6             | 4             | 2             | 1             | 1             | 71   | 26   | 2.73  | 2260        | 1912        | 1.18        |
| 3   | ŁKS Commercecon Łódź                     | 61  | 26    | 22    | 4     | 11            | 5             | 6             | 1             | 1             | 2             | 69   | 29   | 2.38  | 2280        | 1990        | 1.15        |
| 4   | Budowlani Łódź                           | 52  | 26    | 17    | 9     | 12            | 3             | 2             | 3             | 1             | 5             | 58   | 34   | 1.71  | 2103        | 1864        | 1.13        |
| 5   | PTPS Piła                                | 46  | 26    | 16    | 10    | 6             | 7             | 3             | 1             | 5             | 4             | 55   | 43   | 1.28  | 2212        | 2050        | 1.08        |
| 6   | Trefl Proxima Kraków                     | 39  | 26    | 13    | 13    | 5             | 5             | 3             | 3             | 7             | 3             | 52   | 50   | 1.04  | 2230        | 2224        | 1           |
| 7   | Polski Cukier Muszynianka Fakro Bank BPS | 38  | 26    | 12    | 14    | 5             | 4             | 3             | 5             | 5             | 4             | 51   | 52   | 0.98  | 2198        | 2202        | 1           |
| 8   | BKS Aluprof Bielsko-Biała                | 36  | 26    | 11    | 15    | 7             | 1             | 3             | 6             | 5             | 4             | 50   | 52   | 0.96  | 2159        | 2205        | 0.98        |
| 9   | AZS KSZO Ostrowiec Świętokrzyski         | 28  | 26    | 10    | 16    | 2             | 4             | 4             | 2             | 6             | 8             | 40   | 60   | 0.67  | 2123        | 2257        | 0.94        |
| 10  | Impel Wrocław                            | 26  | 26    | 8     | 18    | 3             | 3             | 2             | 4             | 7             | 7             | 39   | 61   | 0.64  | 2105        | 2295        | 0.92        |
| 11  | Siódemka SK bank Legionovia              | 26  | 26    | 8     | 18    | 2             | 3             | 3             | 5             | 5             | 8             | 39   | 63   | 0.62  | 2097        | 2262        | 0.93        |
| 12  | KS Pałac Bydgoszcz                       | 25  | 26    | 8     | 18    | 3             | 4             | 1             | 2             | 7             | 9             | 35   | 60   | 0.58  | 1989        | 2171        | 0.92        |
| 13  | Budowlani Toruń                          | 24  | 26    | 8     | 18    | 2             | 3             | 3             | 3             | 3             | 12            | 33   | 63   | 0.52  | 1908        | 2164        | 0.88        |
| 14  | Tauron MKS Dąbrowa Górnicza              | 11  | 26    | 3     | 23    | 1             | 0             | 2             | 4             | 6             | 13            | 23   | 73   | 0.32  | 1825        | 2273        | 0.8         |

Źródło: lsk.pl (pol.)
Punktacja: 3:0 i 3:1 – 3 pkt; 3:2 – 2 pkt; 2:3 – 1 pkt; 1:3 i 0:3 – 0 pkt
Zasady ustalania kolejności: 1. liczba punktów; 2. stosunek setów; 3. stosunek małych punktów; 4. bilans w bezpośrednich meczach
     walka o mistrzostwo
     baraż o utrzymanie
     spadek

### Faza play-off

#### Półfinały
(do 2 zwycięstw)
| Data       | Godz. | Gospodarz      | Rezultat                         | Gość           | Widzów | MVP               |
| ---------- | ----- | -------------- | -------------------------------- | -------------- | ------ | ----------------- |
| 15.04.2018 | 20:00 | Chemik Police  | 3:1 (16:25, 25:14, 25:20, 25:19) | Budowlani Łódź | 980    | Malwina Smarzek   |
| 17.04.2018 | 18:00 | Budowlani Łódź | 3:0 (25:23, 25:17, 25:22)        | Chemik Police  | 2400   | Kaja Grobelna     |
| 20.04.2018 | 18:00 | Chemik Police  | 3:1 (25:18, 17:25, 25:19, 25:20) | Budowlani Łódź | 1000   | Stefana Veljković |

| Data       | Godz. | Gospodarz             | Rezultat                                | Gość                  | Widzów | MVP                          |
| ---------- | ----- | --------------------- | --------------------------------------- | --------------------- | ------ | ---------------------------- |
| 16.04.2018 | 18:00 | KS Developres Rzeszów | 3:2 (25:22, 25:21, 16:25, 27:29, 15:7)  | ŁKS Commercecon Łódź  | 1400   | Monika Ptak                  |
| 19.04.2018 | 20:30 | ŁKS Commercecon Łódź  | 3:1 (25:12, 19:25, 25:11, 25:20)        | KS Developres Rzeszów | 3200   | Katarzyna Sielicka           |
| 23.04.2018 | 18:00 | KS Developres Rzeszów | 2:3 (27:29, 25:17, 25:11, 26:28, 13:15) | ŁKS Commercecon Łódź  | 1650   | Zuzanna Efimienko-Młotkowska |

#### Mecze o 5. miejsce
(do 2 zwycięstw)
| Data       | Godz. | Gospodarz            | Rezultat                         | Gość                 | Widzów | MVP          |
| ---------- | ----- | -------------------- | -------------------------------- | -------------------- | ------ | ------------ |
| 15.04.2018 | 18:00 | PTPS Piła            | 0:3 (18:25, 20:25, 25:27)        | Trefl Proxima Kraków | 850    | Daria Paszek |
| 18.04.2018 | 18:00 | Trefl Proxima Kraków | 0:3 (18:25, 13:25, 22:25)        | PTPS Piła            | 274    | Anna Stencel |
| 21.04.2018 | 18:00 | PTPS Piła            | 3:1 (16:25, 27:25, 25:15, 25:19) | Trefl Proxima Kraków | 650    | Dorota Wilk  |

#### Mecze o 7. miejsce
(do 2 zwycięstw)
| Data       | Godz. | Gospodarz                         | Rezultat                  | Gość                              | Widzów | MVP               |
| ---------- | ----- | --------------------------------- | ------------------------- | --------------------------------- | ------ | ----------------- |
| 15.04.2018 | 17:00 | Polski Cukier Muszynianka Muszyna | 0:3 (20:25, 25:27, 21:25) | BKS Profi Credit Bielsko-Biała    | 300    | Dominika Sobolska |
| 19.04.2018 | 18:00 | BKS Profi Credit Bielsko-Biała    | 3:0 (25:20, 25:16, 25:22) | Polski Cukier Muszynianka Muszyna | 650    | Olivia Różański   |

#### Mecze o 9. miejsce
(do 2 zwycięstw)
| Data       | Godz. | Gospodarz                    | Rezultat                                | Gość          | Widzów | MVP                  |
| ---------- | ----- | ---------------------------- | --------------------------------------- | ------------- | ------ | -------------------- |
| 15.04.2018 | 18:00 | KSZO Ostrowiec Świętokrzyski | 3:2 (25:19, 25:20, 22:25, 15:25, 16:14) | Impel Wrocław | 490    | Anna Miros           |
| 16.04.2018 | 18:00 | KSZO Ostrowiec Świętokrzyski | 3:0 (25:20, 25:17, 25:14)               | Impel Wrocław | 340    | Natalia Skrzypkowska |

#### Mecze o 11. miejsce
(do 2 zwycięstw)
| Data       | Godz. | Gospodarz            | Rezultat                                | Gość                 | Widzów | MVP               |
| ---------- | ----- | -------------------- | --------------------------------------- | -------------------- | ------ | ----------------- |
| 15.04.2018 | 18:00 | Legionovia Legionowo | 0:3 (18:25, 23:25, 22:25)               | KS Pałac Bydgoszcz   | 480    | Natalia Misiuna   |
| 18.04.2018 | 18:00 | KS Pałac Bydgoszcz   | 3:2 (18:25, 26:24, 18:25, 25:21, 16:14) | Legionovia Legionowo | 290    | Joanna Kuligowska |

#### Finał
(do 2 zwycięstw)
| Data       | Godz. | Gospodarz            | Rezultat                         | Gość                 | Widzów | MVP               |
| ---------- | ----- | -------------------- | -------------------------------- | -------------------- | ------ | ----------------- |
| 26.04.2018 | 20:30 | Chemik Police        | 3:0 (25:21, 25:9, 25:4)          | ŁKS Commercecon Łódź | 1150   | Stefana Veljković |
| 30.04.2018 | 18:00 | ŁKS Commercecon Łódź | 1:3 (13:25, 25:22, 19:25, 25:27) | Chemik Police        | 5000   | Malwina Smarzek   |

#### Mecze o 3. miejsce
(do 2 zwycięstw)
| Data       | Godz. | Gospodarz             | Rezultat                                | Gość                  | Widzów | MVP              |
| ---------- | ----- | --------------------- | --------------------------------------- | --------------------- | ------ | ---------------- |
| 26.04.2018 | 18:00 | KS Developres Rzeszów | 3:2 (25:19, 25:22, 17:25, 16:25, 15:12) | Budowlani Łódź        | 900    | Hélène Rousseaux |
| 28.04.2018 | 18:00 | Budowlani Łódź        | 3:0 (27:25, 25:17, 25:23)               | KS Developres Rzeszów | 1100   | Pavla Vincourová |
| 02.05.2018 | 18:00 | KS Developres Rzeszów | 2:3 (26:28, 19:25, 26:24, 25:20, 11:15) | Budowlani Łódź        | 1700   | Pavla Vincourová |

### Baraże
(do 3 zwycięstw)
| Data       | Godz. | Gospodarz            | Rezultat                         | Gość                 | Widzów | MVP |
| ---------- | ----- | -------------------- | -------------------------------- | -------------------- | ------ | --- |
| 24.04.2018 | 19:00 | Legionovia Legionowo | 3:1 (16:25, 25:18, 25:19, 25:15) | Energa MKS Kalisz    | 550    |     |
| 25.04.2018 | 19:00 | Legionovia Legionowo | 3:1 (25:20, 25:10, 17:25, 25:21) | Energa MKS Kalisz    | 620    |     |
| 29.04.2018 | 18:00 | Energa MKS Kalisz    | 1:3 (25:23, 17:25, 21:25, 18:25) | Legionovia Legionowo | 490    |     |

## Klasyfikacja końcowa

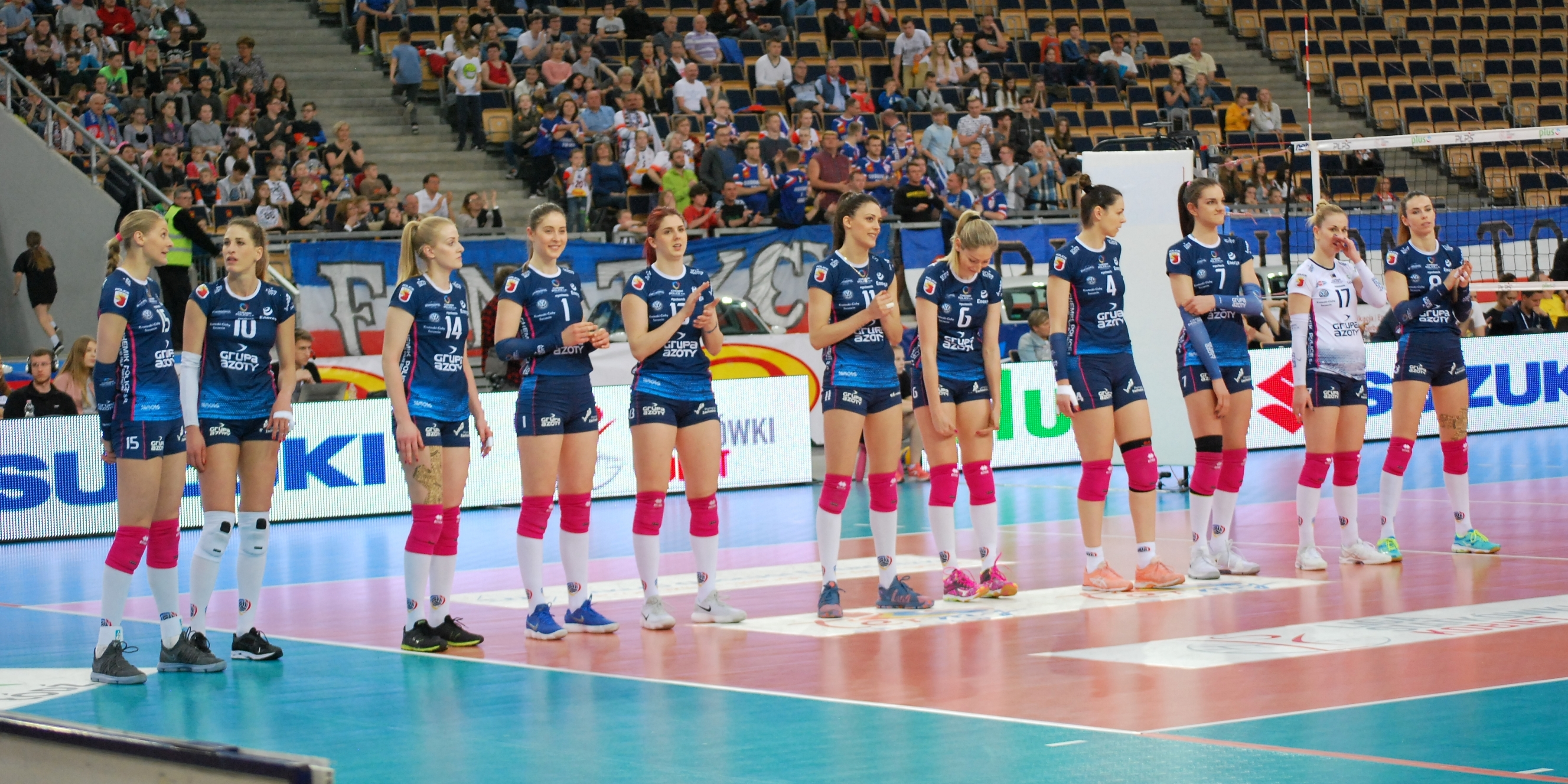
Zawodniczki Chemika Police w sezonie 2017/2018

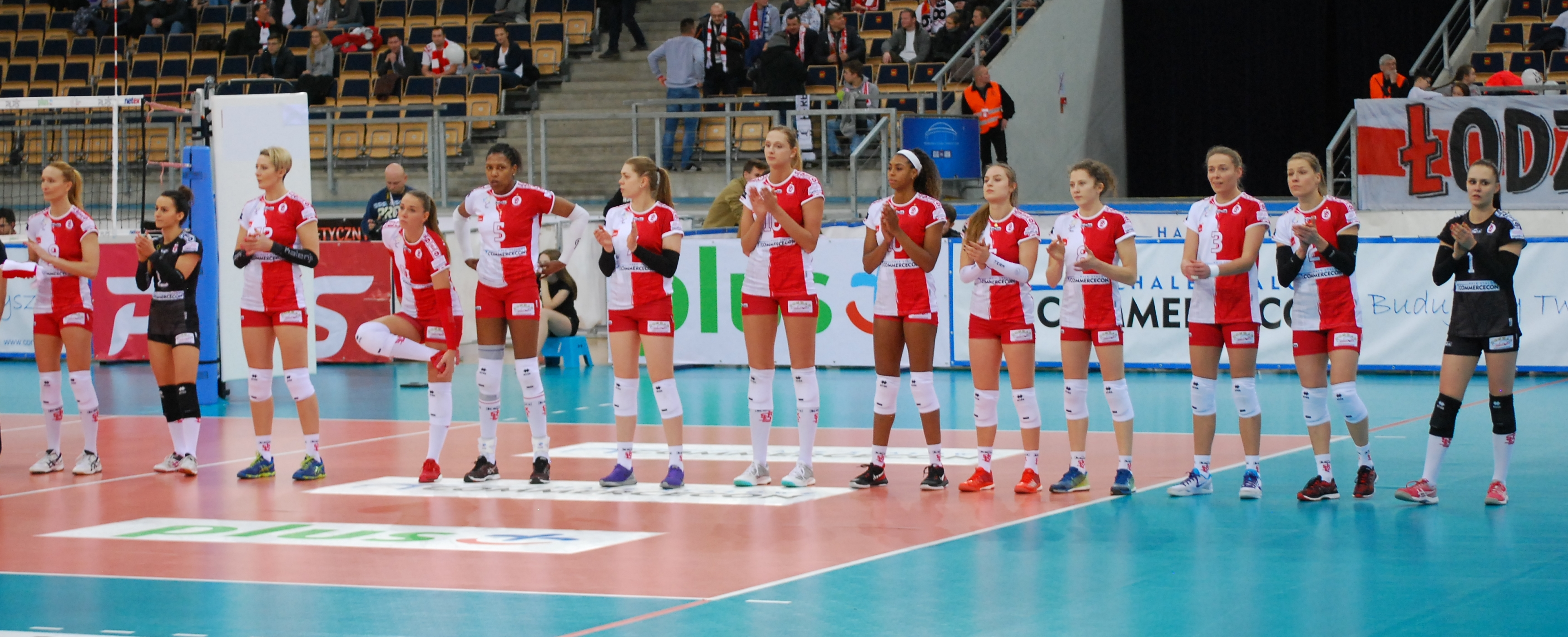
Zawodniczki ŁKS-u Commercecon Łódź w sezonie 2017/2018

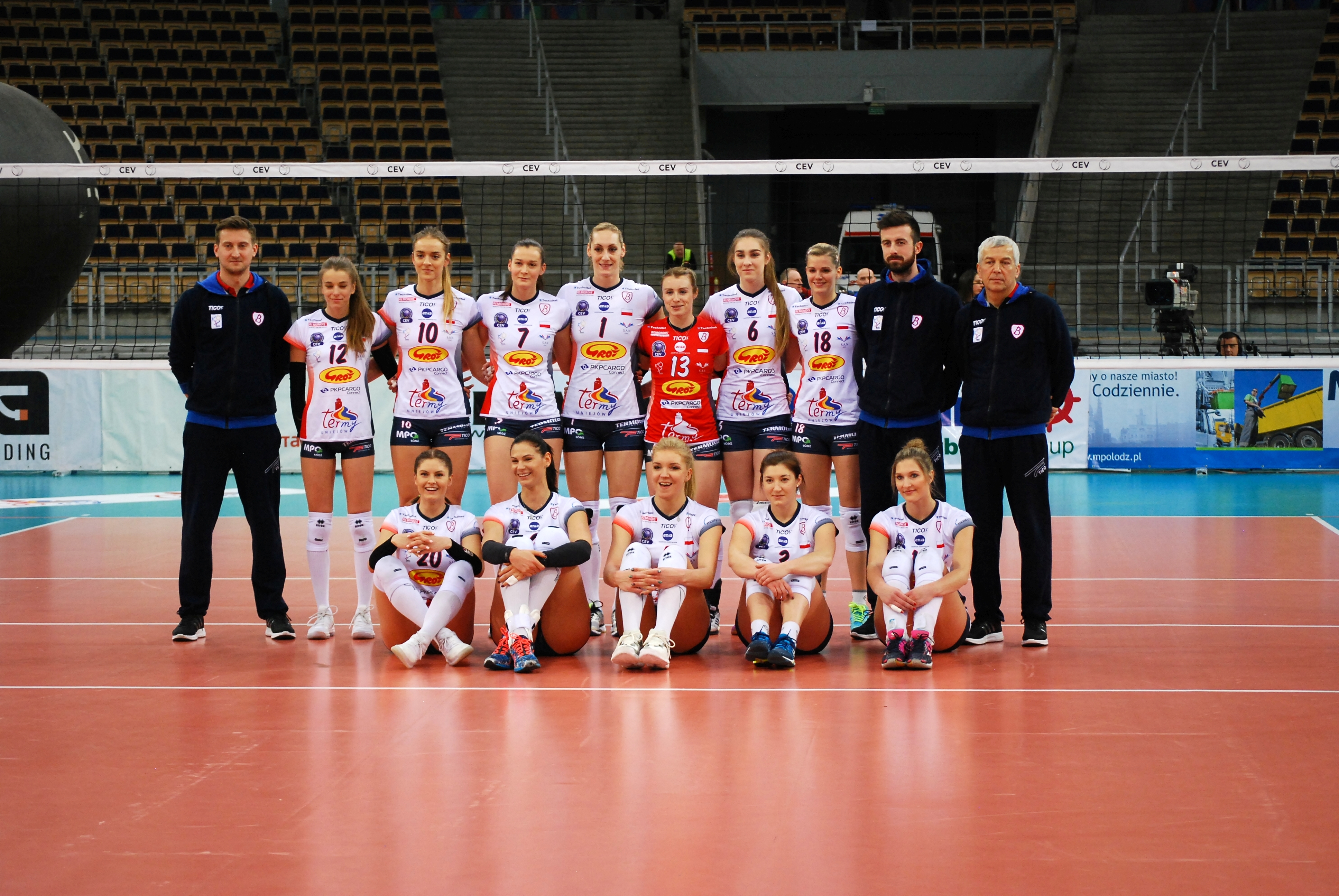
Zawodniczki Budowlanych Łódź w sezonie 2017/2018

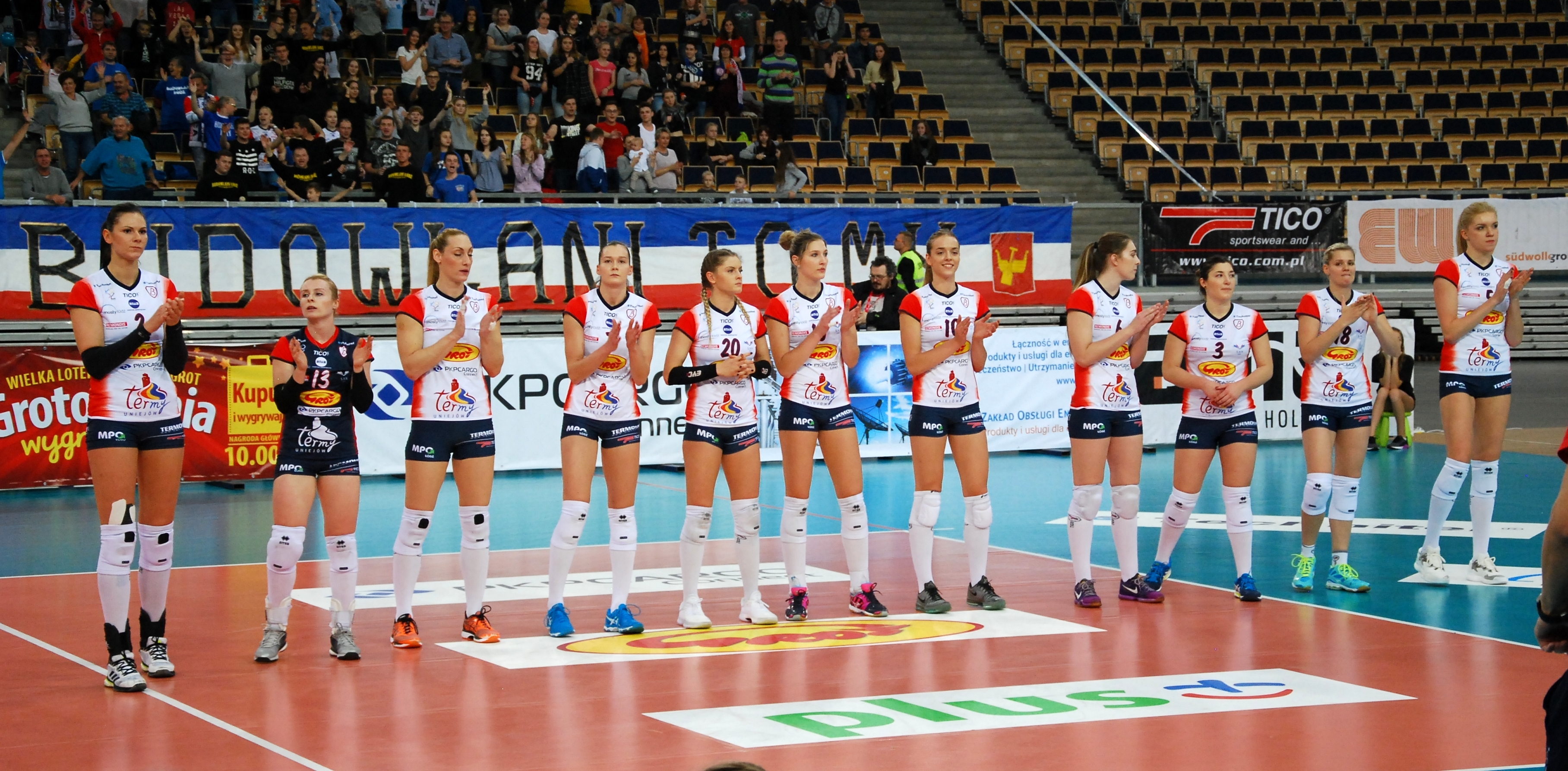
Zawodniczki Budowlanych Łódź w sezonie 2017/2018

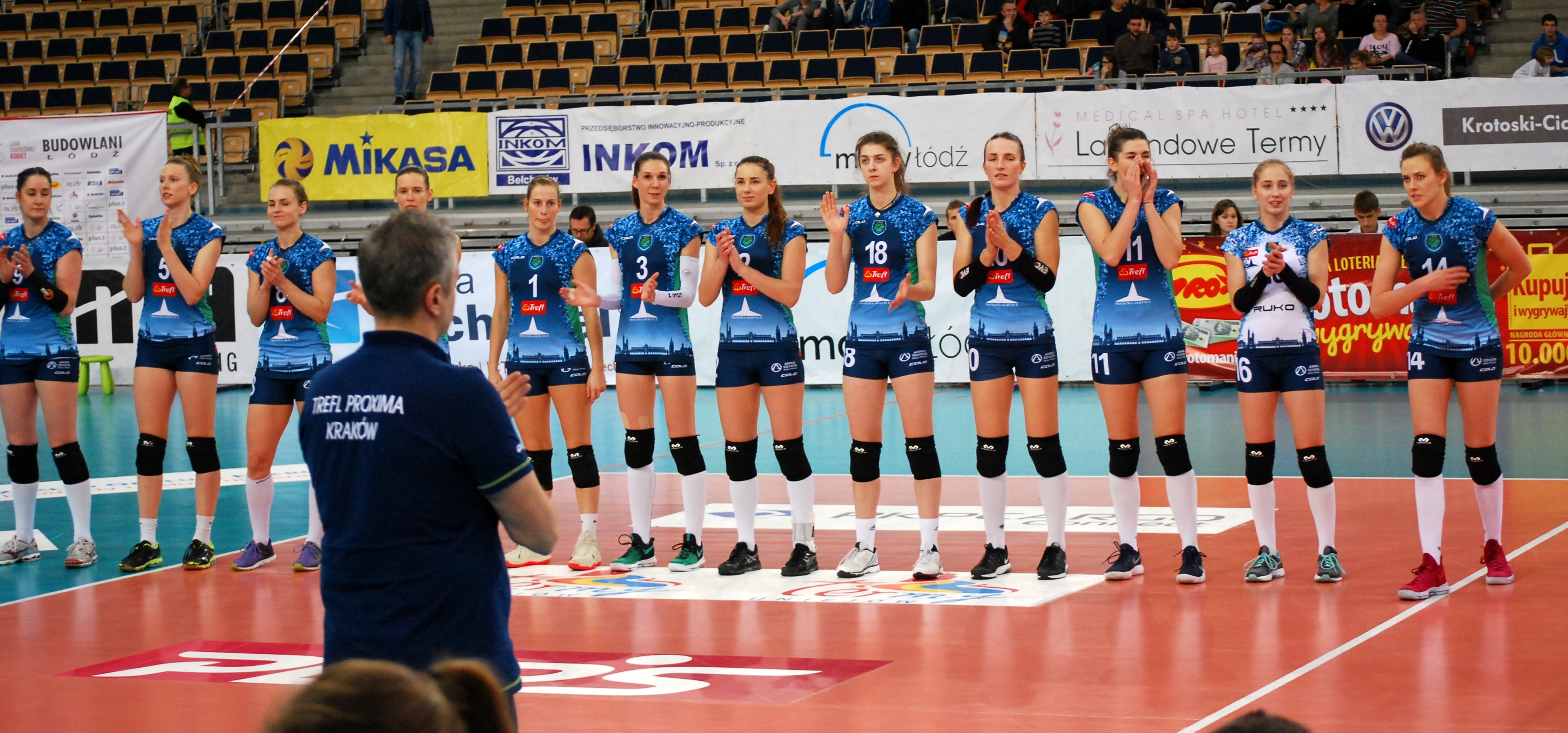
Zawodniczki Trefla Proximy Kraków w sezonie 2017/2018

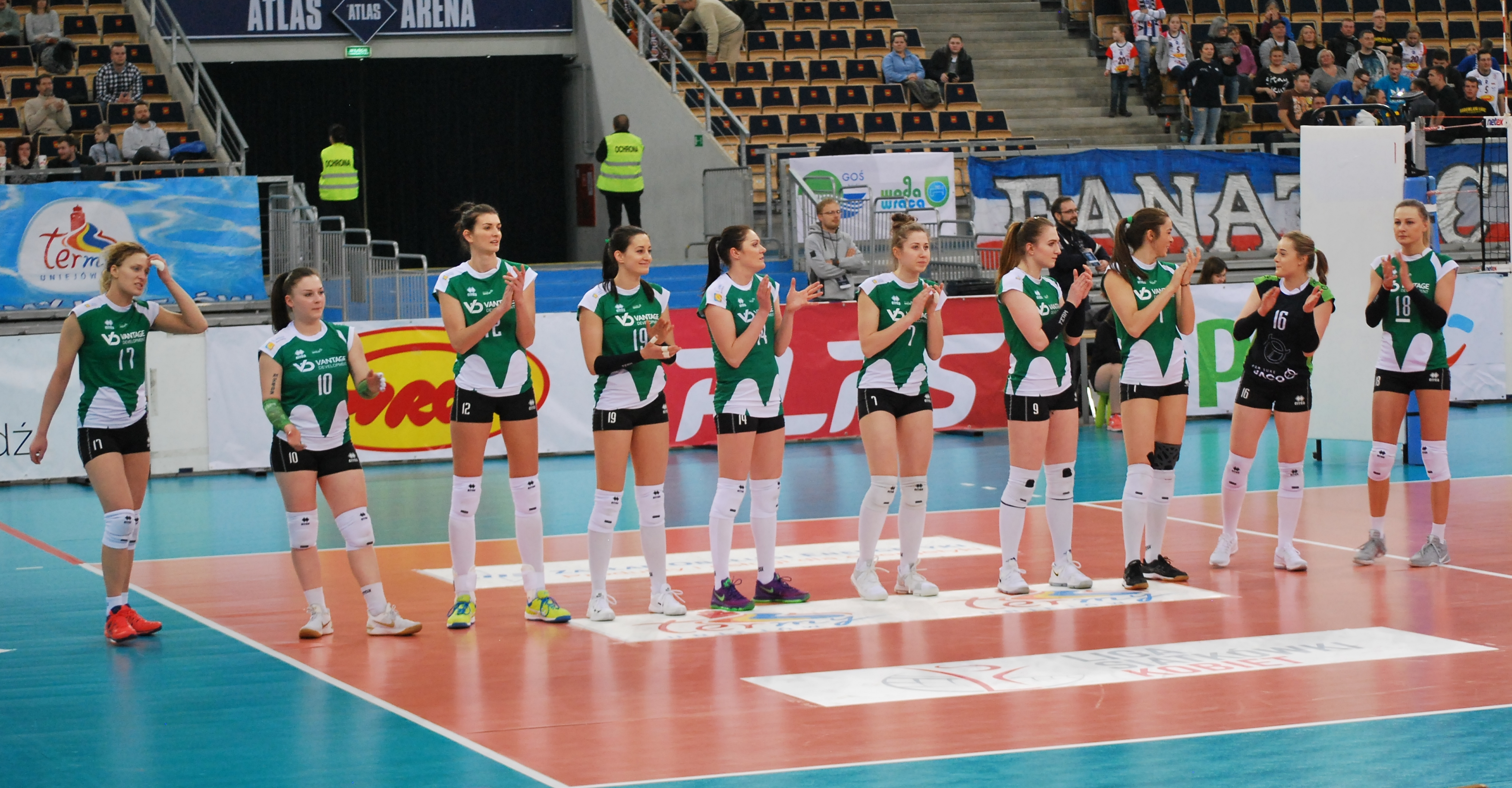
Zawodniczki Impelu Wrocław w sezonie 2017/2018

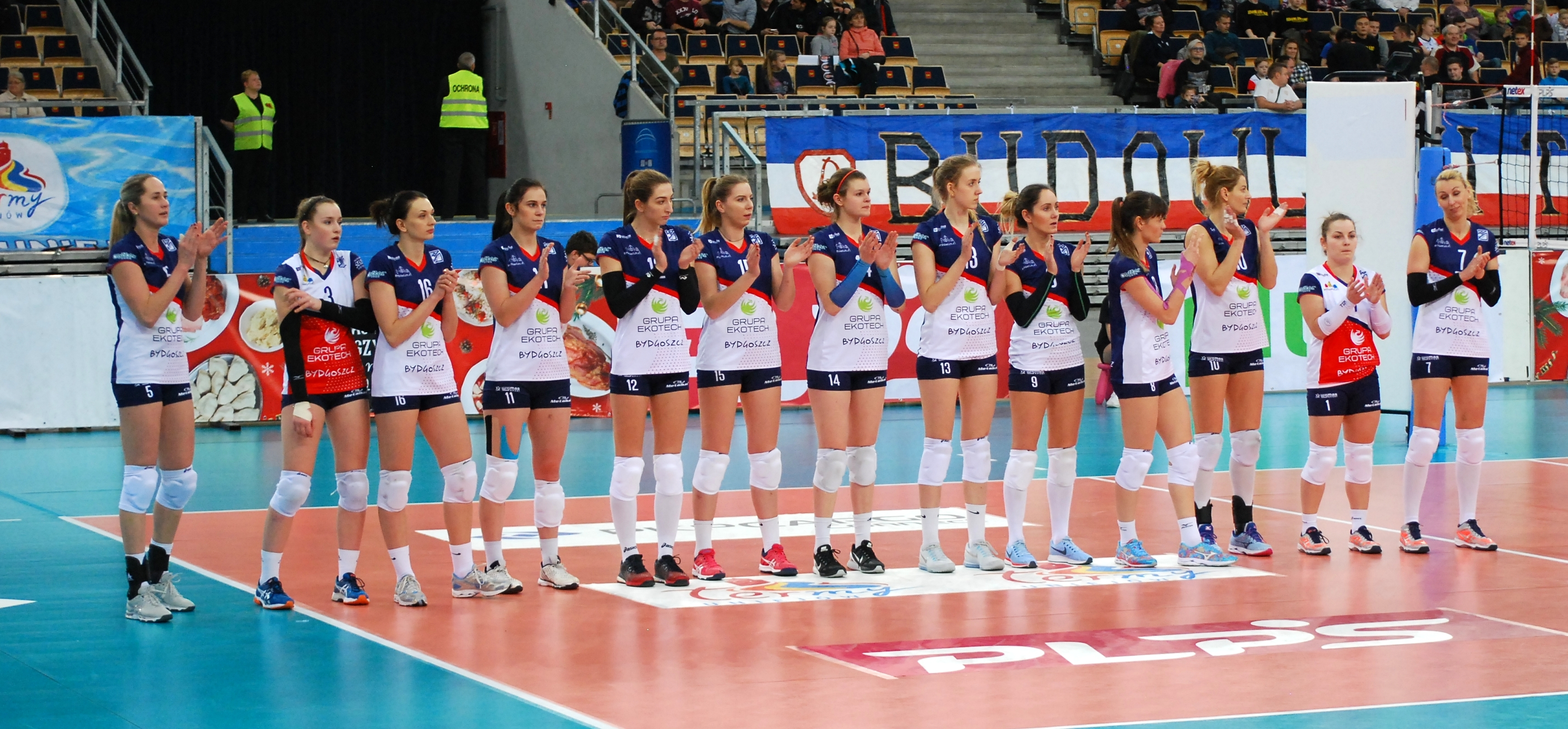
Zawodniczki Pałacu Bydgoszcz w sezonie 2017/2018

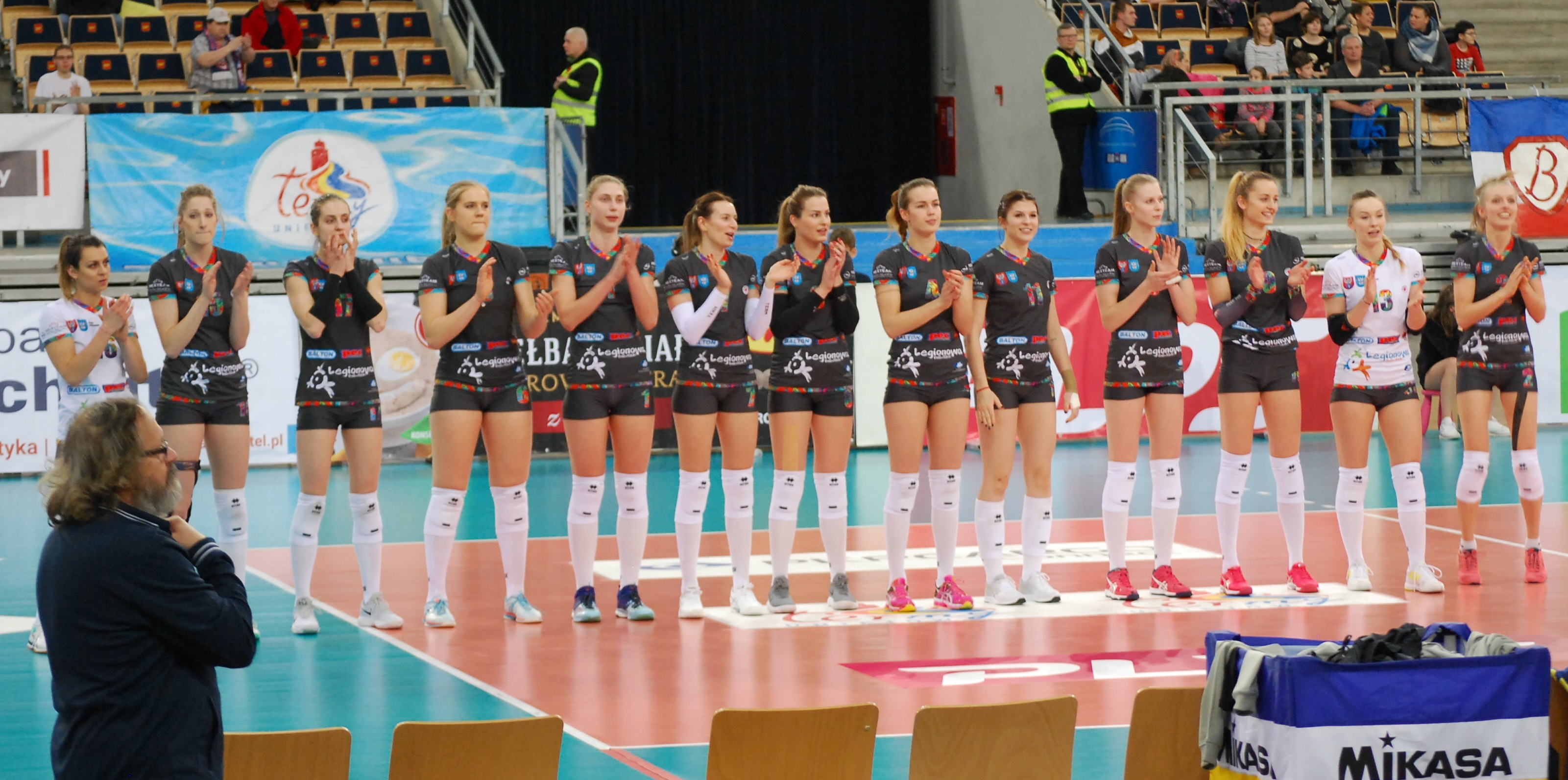
Zawodniczki Legionovii Legionowo w sezonie 2017/2018

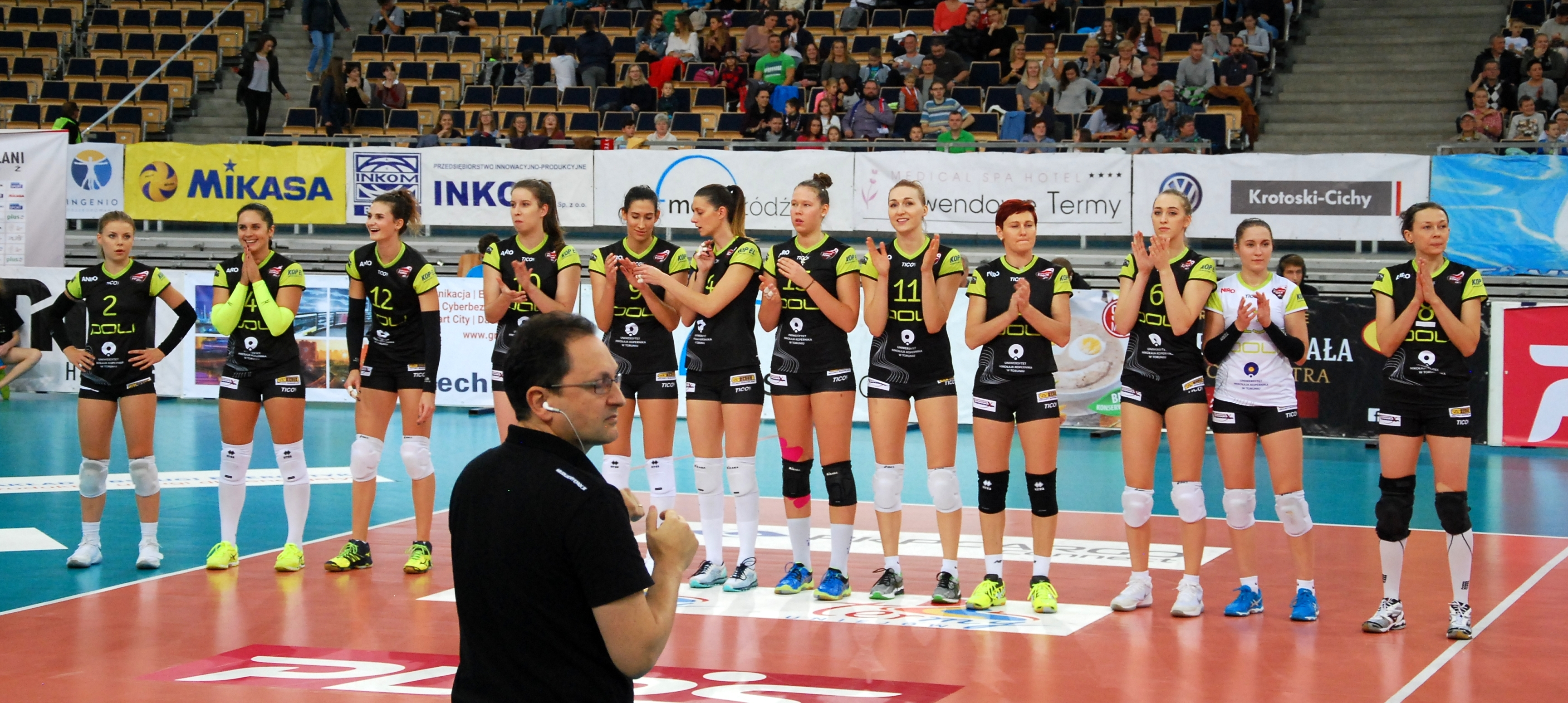
Zawodniczki Budowlanych Toruń w sezonie 2017/2018

| Lp. | Drużyna                           |
| --- | --------------------------------- |
| 1   | Chemik Police                     |
| 2   | ŁKS Commercecon Łódź              |
| 3   | Budowlani Łódź                    |
| 4   | KS Developres Rzeszów             |
| 5   | PTPS Piła                         |
| 6   | Trefl Proxima Kraków              |
| 7   | BKS Profi Credit Bielsko-Biała    |
| 8   | Polski Cukier Muszynianka Muszyna |
| 9   | KSZO Ostrowiec Świętokrzyski      |
| 10  | Impel Wrocław                     |
| 11  | KS Pałac Bydgoszcz                |
| 12  | Legionovia Legionowo              |
| 13  | Budowlani Toruń                   |
| 14  | MKS Dąbrowa Górnicza              |

     Liga Mistrzyń
     Puchar CEV
     Puchar Challenge
     spadek do I ligi

## Składy drużyn
| Chemik Police | Chemik Police             | Chemik Police    | Chemik Police    | Chemik Police    |
| Nr            | Imię i nazwisko           | Data ur.         | Wzrost           | Pozycja          |
| ------------- | ------------------------- | ---------------- | ---------------- | ---------------- |
| 1             | Bianka Buša               | 25.07.1994       | 187              | przyjmująca      |
| 3             | Alexandra Holston         | 03.04.1995       | 188              | atakująca        |
| 4             | Katarzyna Gajgał-Anioł    | 21.09.1981       | 190              | środkowa         |
| 6             | Agnieszka Bednarek-Kasza  | 20.02.1986       | 186              | środkowa         |
| 7             | Malwina Smarzek           | 03.06.1996       | 191              | przyjmująca      |
| 8             | Izabela Bełcik            | 29.11.1980       | 186              | rozgrywająca     |
| 10            | Berenika Tomsia           | 18.03.1988       | 189              | atakująca        |
| 11            | Stefana Veljković         | 09.01.1990       | 190              | środkowa         |
| 13            | Sladana Mirković          | 07.10.1995       | 185              | rozgrywająca     |
| 14            | Natalia Mędrzyk           | 13.01.1992       | 184              | przyjmująca      |
| 15            | Straszimira Filipowa      | 18.08.1985       | 195              | środkowa         |
| 16            | Maret Balkestein-Grothues | 16.09.1988       | 180              | przyjmująca      |
| 17            | Aleksandra Krzos          | 23.06.1989       | 181              | libero           |
| 18            | Katarzyna Zaroślińska     | 03.02.1987       | 187              | atakująca        |
|               | Marcello Abbondanza       | Trener           | Trener           | Trener           |
|               | Piotr Matela              | Asystent trenera | Asystent trenera | Asystent trenera |

| Budowlani Łódź | Budowlani Łódź         | Budowlani Łódź   | Budowlani Łódź   | Budowlani Łódź   |
| Nr             | Imię i nazwisko        | Data ur.         | Wzrost           | Pozycja          |
| -------------- | ---------------------- | ---------------- | ---------------- | ---------------- |
| 1              | Hana Čutura            | 10.03.1988       | 192              | przyjmująca      |
| 2              | Gabriela Polańska      | 27.11.1988       | 199              | środkowa         |
| 3              | Ewelina Polak          | 17.04.1993       | 176              | rozgrywająca     |
| 5              | Agnieszka Kąkolewska   | 17.10.1994       | 199              | środkowa         |
| 6              | Julia Piotrowska       | 23.05.1996       | 192              | środkowa         |
| 7              | Julia Twardowska       | 04.05.1995       | 188              | przyjmująca      |
| 10             | Adrianna Muszyńska     | 22.03.1990       | 189              | przyjmująca      |
| 11             | Zuzanna Czyżnielewska  | 24.04.1992       | 186              | atakująca        |
| 12             | Justyna Kędziora       | 29.09.2000       | 175              | przyjmująca      |
| 13             | Agata Witkowska        | 19.08.1989       | 170              | libero           |
| 15             | Kaja Grobelna          | 04.01.1995       | 188              | atakująca        |
| 18             | Pavla Vincourová       | 12.11.1992       | 180              | rozgrywająca     |
| 20             | Martyna Grajber        | 28.03.1995       | 182              | przyjmująca      |
|                | Błażej Krzyształowicz  | Trener           | Trener           | Trener           |
|                | Tadeusz Krzyształowicz | Asystent trenera | Asystent trenera | Asystent trenera |

| KS Developres Rzeszów | KS Developres Rzeszów | KS Developres Rzeszów | KS Developres Rzeszów | KS Developres Rzeszów |
| Nr                    | Imię i nazwisko       | Data ur.              | Wzrost                | Pozycja               |
| --------------------- | --------------------- | --------------------- | --------------------- | --------------------- |
| 1                     | Hélène Rousseaux      | 25.09.1991            | 188                   | przyjmująca           |
| 3                     | Monika Ptak           | 14.05.1990            | 187                   | środkowa              |
| 4                     | Natalia Gajewska      | 14.05.1994            | 175                   | rozgrywająca          |
| 5                     | Magdalena Hawryła     | 01.01.1989            | 190                   | środkowa              |
| 6                     | Katarzyna Żabińska    | 20.02.1989            | 183                   | środkowa              |
| 7                     | Ewa Śliwińska         | 27.04.1993            | 183                   | przyjmująca           |
| 8                     | Anna Kaczmar          | 26.09.1985            | 181                   | rozgrywająca          |
| 9                     | Agata Sawicka         | 17.01.1985            | 181                   | libero                |
| 10                    | Adela Helić           | 24.02.1990            | 185                   | atakująca             |
| 13                    | Kamila Ganszczyk      | 02.12.1991            | 191                   | środkowa              |
| 14                    | Agnieszka Rabka       | 30.08.1978            | 178                   | rozgrywająca          |
| 16                    | Klaudia Kaczorowska   | 20.12.1988            | 183                   | przyjmująca           |
| 17                    | Julija Andruszko      | 05.07.1985            | 198                   | atakująca             |
| 18                    | Lucyna Borek          | 22.06.1987            | 163                   | libero                |
| 19                    | Pola Nowakowska       | 30.01.1996            | 181                   | libero                |
| 20                    | Jelena Blagojević     | 01.12.1988            | 181                   | przyjmująca           |
|                       | Lorenzo Micelli       | Trener                | Trener                | Trener                |
|                       | Dawid Pawlik          | Asystent trenera      | Asystent trenera      | Asystent trenera      |

| Impel Wrocław | Impel Wrocław        | Impel Wrocław    | Impel Wrocław    | Impel Wrocław    |
| Nr            | Imię i nazwisko      | Data ur.         | Wzrost           | Pozycja          |
| ------------- | -------------------- | ---------------- | ---------------- | ---------------- |
| 1             | Valerie Nichol       | 29.04.1994       | 181              | rozgrywająca     |
| 4             | Julia Szczurowska    | 29.07.2001       | 190              | atakująca        |
| 6             | Magdalena Wawrzyniak | 14.03.1990       | 186              | atakująca        |
| 7             | Weronika Wołodko     | 09.10.1998       | 178              | rozgrywająca     |
| 9             | Natalia Murek        | 08.09.1999       | 180              | przyjmująca      |
| 12            | Aleksandra Trojan    | 06.06.1991       | 196              | środkowa         |
| 14            | Tamara Gałucha       | 20.03.1990       | 182              | atakująca        |
| 16            | Maria Stenzel        | 25.11.1998       | 168              | libero           |
| 17            | Anna Łozowska        | 16.03.1993       | 184              | środkowa         |
| 18            | Ilona Gierak         | 29.10.1988       | 182              | przyjmująca      |
| 19            | Iga Chojnacka        | 21.04.1994       | 183              | środkowa         |
|               | Marek Solarewicz     | Trener           | Trener           | Trener           |
|               | Wojciech Kurczyński  | Asystent trenera | Asystent trenera | Asystent trenera |

| Tauron MKS Dąbrowa Górnicza | Tauron MKS Dąbrowa Górnicza | Tauron MKS Dąbrowa Górnicza | Tauron MKS Dąbrowa Górnicza | Tauron MKS Dąbrowa Górnicza |
| Nr                          | Imię i nazwisko             | Data ur.                    | Wzrost                      | Pozycja                     |
| --------------------------- | --------------------------- | --------------------------- | --------------------------- | --------------------------- |
| 1                           | Anastasija Bajdiuk          | 05.12.1999                  | 190                         | przyjmująca                 |
| 2                           | Kamila Colik                | 16.07.1991                  | 168                         | libero                      |
| 4                           | Aliona Martiniuc            | 22.06.1991                  | 186                         | atakująca                   |
| 5                           | Simona Dreczka              | 25.07.1998                  | 185                         | środkowa                    |
| 6                           | Ewelina Tobiasz             | 06.02.1994                  | 178                         | rozgrywająca                |
| 7                           | Aleksandra Lipska           | 25.02.1998                  | 184                         | atakująca                   |
| 8                           | Barbora Purchartová         | 09.05.1992                  | 189                         | środkowa                    |
| 9                           | Patrycja Polak              | 23.02.1991                  | 182                         | przyjmująca                 |
| 10                          | Marta Ciesiulewicz          | 06.03.1995                  | 183                         | przyjmująca                 |
| 13                          | Natalia Perlińska           | 04.06.1988                  | 190                         | środkowa                    |
| 14                          | Agata Michalewicz           | 28.04.1998                  | 181                         | rozgrywająca                |
| 15                          | Ana Grbac                   | 23.03.1988                  | 187                         | rozgrywająca                |
| 16                          | Kinga Drabek                | 10.05.1998                  | 169                         | libero                      |
| 17                          | Sanja Trivunović            | 29.03.1990                  | 185                         | przyjmująca                 |
| 18                          | Aleksandra Sikorska         | 28.04.1993                  | 186                         | środkowa                    |
|                             | Andrzej Stelmach            | Trener                      | Trener                      | Trener                      |
|                             | Magdalena Śliwa             | Asystent trenera            | Asystent trenera            | Asystent trenera            |

| ŁKS Commercecon Łódź | ŁKS Commercecon Łódź         | ŁKS Commercecon Łódź | ŁKS Commercecon Łódź | ŁKS Commercecon Łódź |
| Nr                   | Imię i nazwisko              | Data ur.             | Wzrost               | Pozycja              |
| -------------------- | ---------------------------- | -------------------- | -------------------- | -------------------- |
| 1                    | Izabella Szyjka              | 30.04.1995           | 174                  | libero               |
| 2                    | Ewa Kwiatkowska              | 12.04.1986           | 182                  | środkowa             |
| 3                    | Małgorzata Skorupa           | 16.09.1984           | 183                  | środkowa             |
| 5                    | Regiane Bidias               | 02.10.1986           | 190                  | przyjmująca          |
| 6                    | Julita Rafałko               | 23.04.1999           | 176                  | przyjmująca          |
| 7                    | Dominika Mras                | 19.04.1996           | 181                  | rozgrywająca         |
| 8                    | Agata Wawrzyńczyk            | 31.01.1992           | 173                  | przyjmująca          |
| 9                    | Katarzyna Sielicka           | 06.12.1981           | 181                  | przyjmująca          |
| 10                   | Deja McClendon               | 27.06.1992           | 182                  | przyjmująca          |
| 11                   | Lucie Mühlsteinová           | 15.10.1984           | 181                  | rozgrywająca         |
| 12                   | Izabela Kowalińska           | 23.02.1985           | 189                  | atakująca            |
| 13                   | Krystyna Strasz              | 24.07.1987           | 166                  | libero               |
| 16                   | Zuzanna Efimienko-Młotkowska | 08.08.1989           | 196                  | środkowa             |
| 17                   | Atina Papafotiu              | 23.08.1989           | 181                  | rozgrywająca         |
|                      | Michal Mašek                 | Trener               | Trener               | Trener               |
|                      | Bartłomiej Bartodziejski     | Asystent trenera     | Asystent trenera     | Asystent trenera     |

| BKS Profi Credit Bielsko-Biała | BKS Profi Credit Bielsko-Biała | BKS Profi Credit Bielsko-Biała | BKS Profi Credit Bielsko-Biała | BKS Profi Credit Bielsko-Biała |
| Nr                             | Imię i nazwisko                | Data ur.                       | Wzrost                         | Pozycja                        |
| ------------------------------ | ------------------------------ | ------------------------------ | ------------------------------ | ------------------------------ |
| 1                              | Barbara Zakościelna            | 24.07.1998                     | 183                            | przyjmująca                    |
| 2                              | Julia Nowicka                  | 21.10.1998                     | 174                            | rozgrywająca                   |
| 3                              | Olivia Różański                | 05.06.1997                     | 184                            | przyjmująca/atakująca          |
| 4                              | Aleksandra Wańczyk             | 01.01.1996                     | 193                            | atakująca                      |
| 5                              | Aleksandra Jagieło             | 02.06.1980                     | 180                            | przyjmująca                    |
| 6                              | Katarzyna Konieczna            | 22.03.1985                     | 184                            | atakująca                      |
| 7                              | Kornelia Moskwa                | 30.10.1996                     | 186                            | środkowa                       |
| 8                              | Marlena Pleśnierowicz          | 09.01.1992                     | 176                            | rozgrywająca                   |
| 9                              | Nia Grant                      | 08.05.1993                     | 188                            | środkowa                       |
| 10                             | Gina Mancuso                   | 31.05.1991                     | 183                            | przyjmująca                    |
| 11                             | Izabela Lemańczyk              | 11.12.1990                     | 169                            | libero                         |
| 13                             | Martyna Świrad                 | 05.01.1998                     | 182                            | środkowa                       |
| 15                             | Dominika Sobolska              | 03.12.1991                     | 187                            | środkowa                       |
| 16                             | Emilia Mucha                   | 07.12.1993                     | 186                            | przyjmująca                    |
| 17                             | Aneta Wilczek                  | 12.11.1997                     | 176                            | przyjmująca                    |
|                                | Wiktoria Szumera               | 28.12.1999                     | 182                            | przyjmująca                    |
|                                | Tore Aleksandersen             | Trener                         | Trener                         | Trener                         |
|                                | Marcin Owczarski               | Asystent trenera               | Asystent trenera               | Asystent trenera               |

| Budowlani Toruń | Budowlani Toruń         | Budowlani Toruń  | Budowlani Toruń  | Budowlani Toruń  |
| Nr              | Imię i nazwisko         | Data ur.         | Wzrost           | Pozycja          |
| --------------- | ----------------------- | ---------------- | ---------------- | ---------------- |
| 1               | Dorota Ściurka          | 07.01.1981       | 180              | przyjmująca      |
| 2               | Aleksandra Szczygłowska | 22.03.1998       | 172              | libero           |
| 4               | Maryna Pauława          | 21.01.1989       | 180              | przyjmująca      |
| 5               | Gabriela Jasińska       | 14.07.1992       | 180              | rozgrywająca     |
| 6               | Anna Lewandowska        | 02.12.1995       | 186              | środkowa         |
| 8               | Marta Wójcik            | 17.02.1982       | 183              | rozgrywająca     |
| 9               | Izabela Bałucka         | 15.02.1993       | 185              | środkowa         |
| 10              | Ewa Bimkiewicz          | 06.12.1997       | 190              | atakująca        |
| 11              | Ewelina Ryznar          | 01.10.1986       | 189              | środkowa         |
| 12              | Marta Wiśniewska        | 15.11.1990       | 188              | przyjmująca      |
| 13              | Agata Nowak             | 08.07.1995       | 175              | libero           |
| 14              | Marina Cvetanović       | 14.02.1986       | 188              | atakująca        |
| 15              | Júlia Kavalenka         | 02.03.1999       | 193              | środkowa         |
| 16              | Kinga Hatala            | 17.07.1989       | 189              | atakująca        |
|                 | Mirosław Zawieracz      | Trener           | Trener           | Trener           |
|                 | Marcin Szendzielarz     | Asystent trenera | Asystent trenera | Asystent trenera |

| Polski Cukier Muszynianka Muszyna | Polski Cukier Muszynianka Muszyna | Polski Cukier Muszynianka Muszyna | Polski Cukier Muszynianka Muszyna | Polski Cukier Muszynianka Muszyna |
| Nr                                | Imię i nazwisko                   | Data ur.                          | Wzrost                            | Pozycja                           |
| --------------------------------- | --------------------------------- | --------------------------------- | --------------------------------- | --------------------------------- |
| 1                                 | Roksana Brzóska                   | 02.09.1993                        | 180                               | przyjmująca                       |
| 2                                 | Małgorzata Śmieszek               | 11.07.1996                        | 188                               | środkowa                          |
| 5                                 | Maja Savić                        | 14.08.1993                        | 189                               | środkowa                          |
| 6                                 | Aleksandra Wójcik                 | 03.01.1994                        | 186                               | przyjmująca                       |
| 7                                 | Karolina Portalska                | 06.01.1999                        | 175                               | libero                            |
| 9                                 | Patrycja Flakus                   | 14.03.1994                        | 187                               | atakująca                         |
| 10                                | Danica Radenković                 | 09.10.1992                        | 185                               | rozgrywająca                      |
| 11                                | Małgorzata Lis                    | 14.04.1981                        | 185                               | środkowa                          |
| 12                                | Monika Bociek                     | 06.04.1996                        | 188                               | atakująca                         |
| 13                                | Paulina Bałdyga                   | 24.07.1996                        | 174                               | rozgrywająca                      |
| 15                                | Dorota Medyńska                   | 25.04.1993                        | 170                               | libero                            |
| 17                                | Marija Karakaszewa                | 27.10.1988                        | 182                               | przyjmująca                       |
|                                   | Bogdan Serwiński                  | Trener                            | Trener                            | Trener                            |
|                                   | Marcin Wójtowicz                  | Asystent trenera                  | Asystent trenera                  | Asystent trenera                  |

| Enea PTPS Piła | Enea PTPS Piła    | Enea PTPS Piła   | Enea PTPS Piła   | Enea PTPS Piła   |
| Nr             | Imię i nazwisko   | Data ur.         | Wzrost           | Pozycja          |
| -------------- | ----------------- | ---------------- | ---------------- | ---------------- |
| 1              | Jelena Trnić      | 29.08.1995       | 192              | środkowa         |
| 2              | Żaneta Baran      | 08.23.1989       | 189              | atakująca        |
| 3              | Karolina Różycka  | 28.06.1985       | 183              | przyjmująca      |
| 4              | Anita Kwiatkowska | 05.03.1985       | 184              | atakująca        |
| 5              | Dajana Bošković   | 11.04.1994       | 186              | atakująca        |
| 8              | Anna Stencel      | 28.08.1995       | 187              | środkowa         |
| 9              | Jessica Walker    | 09.08.1989       | 186              | środkowa         |
| 11             | Agata Babicz      | 16.03.1986       | 171              | przyjmująca      |
| 14             | Emilia Szubert    | 10.03.1992       | 180              | rozgrywająca     |
| 17             | Oliwia Urban      | 21.11.1996       | 182              | przyjmująca      |
| 16             | Dorota Wilk       | 28.04.1988       | 184              | rozgrywająca     |
| 18             | Justyna Łysiak    | 20.01.1999       | 171              | libero           |
| 20             | Anna Pawłowska    | 22.12.1998       | 169              | libero           |
|                | Jacek Pasiński    | Trener           | Trener           | Trener           |
|                | Marcin Widera     | Asystent trenera | Asystent trenera | Asystent trenera |

| KS Pałac Bydgoszcz | KS Pałac Bydgoszcz    | KS Pałac Bydgoszcz | KS Pałac Bydgoszcz | KS Pałac Bydgoszcz |
| Nr                 | Imię i nazwisko       | Data ur.           | Wzrost             | Pozycja            |
| ------------------ | --------------------- | ------------------ | ------------------ | ------------------ |
| 1                  | Joanna Nickowska      | 10.06.1992         | 162                | libero             |
| 4                  | Marta Ziółkowska      | 02.11.1995         | 188                | środkowa           |
| 5                  | Natalia Misiuna       | 07.09.1984         | 186                | środkowa           |
| 6                  | Zuzanna Czyżnielewska | 24.04.1992         | 186                | atakująca          |
| 7                  | Magdalena Mazurek     | 12.09.1983         | 182                | rozgrywająca       |
| 8                  | Ewelina Krzywicka     | 10.08.1992         | 175                | przyjmująca        |
| 9                  | Katarzyna Wenerska    | 09.03.1993         | 180                | rozgrywająca       |
| 10                 | Joanna Kuligowska     | 25.11.1979         | 180                | przyjmująca        |
| 11                 | Jagoda Maternia       | 08.02.1997         | 182                | przyjmująca        |
| 12                 | Paulina Świder        | 21.10.1999         | 184                | środkowa           |
| 13                 | Kinga Różyńska        | 12.07.1998         | 189                | środkowa           |
| 14                 | Monika Fedusio        | 06.11.1999         | 183                | przyjmująca        |
| 15                 | Weronika Fojucik      | 03.05.1996         | 184                | przyjmująca        |
| 16                 | Sandra Szczygioł      | 08.12.1989         | 180                | atakująca          |
|                    | Piotr Makowski        | Trener             | Trener             | Trener             |
|                    |                       | Asystent trenera   |                    |                    |

| Legionovia Legionowo | Legionovia Legionowo | Legionovia Legionowo | Legionovia Legionowo | Legionovia Legionowo |
| Nr                   | Imię i nazwisko      | Data ur.             | Wzrost               | Pozycja              |
| -------------------- | -------------------- | -------------------- | -------------------- | -------------------- |
| 1                    | Małgorzata Jasek     | 14.03.1995           | 191                  | atakująca            |
| 2                    | Beata Mielczarek     | 12.03.1991           | 177                  | przyjmująca          |
| 3                    | Joanna Pacak         | 09.06.1996           | 186                  | środkowa             |
| 4                    | Magdalena Damaske    | 19.02.1996           | 186                  | przyjmująca          |
| 6                    | Aleksandra Rasińska  | 06.11.1998           | 190                  | przyjmująca          |
| 7                    | Ewelina Mikołajewska | 20.06.1992           | 182                  | przyjmująca          |
| 8                    | Alicja Wójcik        | 10.11.1994           | 186                  | środkowa             |
| 10                   | Anna Bączyńska       | 31.12.1995           | 188                  | atakująca            |
| 11                   | Alicja Grabka        | 09.05.1998           | 178                  | rozgrywająca         |
| 13                   | Adriana Adamek       | 23.09.1998           | 178                  | libero               |
| 15                   | Klaudia Alagierska   | 02.01.1996           | 190                  | środkowa             |
| 16                   | Anna Korabiec        | 11.01.1995           | 172                  | libero               |
| 17                   | Paulina Szpak        | 11.10.1991           | 185                  | rozgrywająca         |
|                      | Piotr Olenderek      | Trener               | Trener               | Trener               |
|                      |                      | Asystent trenera     |                      |                      |

| KSZO Ostrowiec Świętokrzyski | KSZO Ostrowiec Świętokrzyski | KSZO Ostrowiec Świętokrzyski | KSZO Ostrowiec Świętokrzyski | KSZO Ostrowiec Świętokrzyski |
| Nr                           | Imię i nazwisko              | Data ur.                     | Wzrost                       | Pozycja                      |
| ---------------------------- | ---------------------------- | ---------------------------- | ---------------------------- | ---------------------------- |
| 1                            | Katarzyna Szałankiewicz      | 30.10.1987                   | 182                          | przyjmująca                  |
| 2                            | Justyna Wojtowicz            | 14.06.1992                   | 188                          | środkowa                     |
| 3                            | Marta Biedziak               | 17.04.1993                   | 173                          | rozgrywająca                 |
| 4                            | Paulina Stroiwąs             | 17.05.1994                   | 197                          | środkowa                     |
| 5                            | Aleksandra Wańczyk           | 01.01.1996                   | 193                          | atakująca                    |
| 6                            | Anna Miros                   | 30.10.1985                   | 196                          | atakująca                    |
| 7                            | Natalia Skrzypkowska         | 23.02.1989                   | 180                          | przyjmująca                  |
| 8                            | Magdalena Soter              | 23.05.1988                   | 192                          | środkowa                     |
| 9                            | Koleta Łyszkiewicz           | 22.01.1993                   | 194                          | przyjmująca                  |
| 10                           | Wolha Paulukouska            | 13.07.1988                   | 174                          | libero                       |
| 11                           | Magdalena Gryka              | 28.03.1994                   | 178                          | rozgrywająca                 |
| 14                           | Joanna Ciesielczyk           | 31.05.1999                   | 183                          | przyjmująca                  |
| 15                           | Alicja Markiewicz            | 13.08.1991                   | 170                          | libero                       |
| 16                           | Agnieszka Rabka              | 30.08.1978                   | 178                          | rozgrywająca                 |
|                              | Adam Grabowski               | Trener                       | Trener                       | Trener                       |
|                              | Marcin Cebo                  | Asystent trenera             | Asystent trenera             | Asystent trenera             |

| Trefl Proxima Kraków | Trefl Proxima Kraków | Trefl Proxima Kraków | Trefl Proxima Kraków | Trefl Proxima Kraków |
| Nr                   | Imię i nazwisko      | Data ur.             | Wzrost               | Pozycja              |
| -------------------- | -------------------- | -------------------- | -------------------- | -------------------- |
| 1                    | Zsuzsanna Tálas      | 09.07.1993           | 174                  | rozgrywająca         |
| 2                    | Paula Słonecka       | 09.04.1992           | 180                  | przyjmująca          |
| 3                    | Jowita Jaroszewicz   | 10.03.1987           | 183                  | środkowa             |
| 4                    | Kinga Wysokińska     | 25.12.1997           | 172                  | libero               |
| 5                    | Sarah Clement        | 02.06.1990           | 188                  | środkowa             |
| 7                    | Agnieszka Woźniak    | 09.08.1986           | 182                  | przyjmująca          |
| 8                    | Adrianna Budzoń      | 18.11.1991           | 178                  | rozgrywająca         |
| 9                    | Aleksandra Szymańska | 02.06.1991           | 190                  | środkowa             |
| 10                   | Daria Paszek         | 30.08.1991           | 185                  | przyjmująca          |
| 11                   | Justyna Łukasik      | 27.01.1993           | 188                  | środkowa             |
| 14                   | Ewelina Brzezińska   | 26.01.1988           | 182                  | przyjmująca          |
| 16                   | Klaudia Kulig        | 01.05.1997           | 173                  | libero               |
| 17                   | Kinga Hatala         | 17.07.1989           | 189                  | atakująca            |
| 18                   | Martyna Łukasik      | 26.11.1999           | 185                  | atakująca            |
| 20                   | Rebecca Pavan        | 17.04.1990           | 192                  | atakująca            |
|                      | Alessandro Chiappini | Trener               | Trener               | Trener               |
|                      | Joanna Mirek         | Asystent trenera     | Asystent trenera     | Asystent trenera     |

## Transfery
| Chemik Police | Chemik Police |
| Przychodzą | Odchodzą |
| --- | --- |
| - Maret Balkestein-Grothues (Fenerbahçe SK) - Bianka Buša (Metalleghe Sanitars Montichiari) - Sladana Mirković (Telekom Baku) - Alexandra Holston (University of Florida) - Natalia Mędrzyk (Impel Wrocław) | - Jelena Blagojević (KS DevelopRes Rzeszów) - Madelaynne Montaño (Liu Jo Nordmeccanica Modena) - Anna Werblińska (urlop macierzyński) - Aleksandra Jagieło (BKS Profi Credit Bielsko-Biała) - Joanna Wołosz (Imoco Volley Conegliano) - Mariola Zenik (urlop macierzyński) - Nikola Abramajtys (ECO AZS Uni Opole) |
| w trakcie sezonu | |
| - Marcello Abbondanza (I trener) (Pomì Casalmaggiore) - Straszimira Filipowa (Azerrail Baku) - Berenika Tomsia (Lardini Filottrano)                                                                         | - Jakub Głuszak (I trener) - Maret Balkestein-Grothues (Pomì Casalmaggiore) |

| Grot Budowlani Łódź | Grot Budowlani Łódź |
| Przychodzą | Odchodzą |
| --- | --- |
| - Hana Čutura (Nantes VB) - Agata Witkowska (Unedo Yamamay Busto Arsizio) - Agnieszka Kąkolewska (Impel Wrocław) - Zuzanna Czyżnielewska (KSZO Ostrowiec Świętokrzyski) - Ewelina Polak (KSZO Ostrowiec Świętokrzyski) - Julia Piotrowska (KSZO Ostrowiec Świętokrzyski) - Adrianna Muszyńska (SMS PZPS Szczyrk) | - Heike Beier (szuka klubu) - Sylwia Pycia (koniec kariery) - Paulina Maj-Erwardt (urlop macierzyński) - Natalia Strózik (ECO AZS Uni Opole) - Ewelina Tobiasz (Tauron MKS Dąbrowa Górnicza) - Sylwia Pelc (WTS Solna Wieliczka) - Monika Kutyła (Wisła Warszawa) - Simona Dreczka (Tauron MKS Dąbrowa Górnicza) |
| w trakcie sezonu | |
| | - Zuzanna Czyżnielewska (KS Pałac Bydgoszcz) |

| KS DevelopRes Rzeszów | KS DevelopRes Rzeszów |
| Przychodzą | Odchodzą |
| --- | --- |
| - Jelena Blagojević (Chemik Police) - Hélène Rousseaux (Beşiktaş JK) - Julija Andruszko (Maccabi Haïfa) - Agata Sawicka (Impel Wrocław) - Monika Ptak (Impel Wrocław) - Kamila Ganszczyk (Tauron MKS Dąbrowa Górnicza) - Natalia Gajewska (Trefl Sopot) - Pola Nowakowska (KS Pałac Bydgoszcz) | - Kremena Kamenowa (Marica Płowdiw) - Mirosława Paskowa (Lewski Sofia) - Katarzyna Mróz (Wisła Warszawa) - Karolina Szczygieł (AZS Politechnika Śląska Gliwice) - Karolina Szymańska (szuka klubu) - Patrycja Flakus (Polski Cukier Muszynianka Muszyna) - Joanna Nickowska (KS Pałac Bydgoszcz) |
| w trakcie sezonu | |
| - Agnieszka Rabka (KSZO Ostrowiec Świętokrzyski) | - Natalia Gajewska (Volley Soverato) |

| Impel Wrocław | Impel Wrocław |
| Przychodzą | Odchodzą |
| --- | --- |
| - Valerie Nichol (Allianz MTV Stuttgart) - Aleksandra Trojan (BKS Profi Credit Bielsko-Biała) - Iga Chojnacka (LTS Legionovia Legionowo) - Tamara Kaliszuk (Tauron MKS Dąbrowa Górnicza) - Natalia Murek (SMS PZPS Szczyrk) - Anna Łozowska (Wisła Warszawa) - Magdalena Wawrzyniak (Polski Cukier Muszynianka Muszyna) - Weronika Wołodko (Orzeł Elbląg) - Ilona Gierak (Giacomini Budowlani Toruń) | - Megan Courtney (Çanakkale Belediyespor Kulübü) - Micha Hancock (Saugella Team Monza) - Andrea Kossanyiová (VK AGEL Prostějov) - Natalia Mędrzyk (Chemik Police) - Katarzyna Konieczna (BKS Profi Credit Bielsko-Biała) - Agnieszka Kąkolewska (Grot Budowlani Łódź) - Agata Sawicka (KS DevelopRes Rzeszów) - Monika Ptak (KS DevelopRes Rzeszów) - Joanna Kaczor (koniec kariery) - Adrianna Wysocka (szuka klubu) - Izabela Bałucka (Giacomini Budowlani Toruń) |
| w trakcie sezonu | |
| | - Magdalena Wawrzyniak (AZS Warszawa) |

| Tauron MKS Dąbrowa Górnicza | Tauron MKS Dąbrowa Górnicza |
| Przychodzą | Odchodzą |
| --- | --- |
| - Barbora Purchartová (Dresdner SC) - Anastasija Bajdiuk (Telekom Baku) - Sanja Trivunović (AEL Limassol) - Aliona Martiniuc (Gümüşhane Gençlerbirliği) - Patrycja Polak (Giacomini Budowlani Toruń) - Ewelina Tobiasz (Grot Budowlani Łódź) - Simona Dreczka (Grot Budowlani Łódź) - Kamila Colik (KSZO Ostrowiec Świętokrzyski) - Aleksandra Lipska (SMS PZPS Szczyrk) - Agata Michalewicz (SMS PZPS Szczyrk) | - Kathleen Weiß (VK AGEL Prostějov) - Helena Horká (VK AGEL Prostějov) - Yael Castiglione (szuka klubu) - Dominika Sobolska (BKS Profi Credit Bielsko-Biała) - Noris Cabrera (szuka klubu) - Kamila Ganszczyk (KS DevelopRes Rzeszów) - Eleonora Dziękiewicz (koniec kariery) - Izabela Lemańczyk (BKS Profi Credit Bielsko-Biała) - Tamara Kaliszuk (Impel Wrocław) - Anna Miros (KSZO Ostrowiec Świętokrzyski) - Daria Paszek (Trefl Proxima Kraków) |
| w trakcie sezonu | |
| - Andrzej Stelmach (I trener) (AZS KU Politechniki Opolskiej) - Ana Grbac (CS Volei Alba-Blaj) - Natalia Perlińska (AZS Politechnika Śląska Gliwice) | - Sanja Trivunović (szuka klubu) - Agata Michalewicz (WTS Solna Wieliczka) |

| ŁKS Commercecon Łódź | ŁKS Commercecon Łódź |
| Przychodzą | Odchodzą |
| --- | --- |
| - Regiane Bidias (Rexona/Ades Rio de Janeiro) - Deja McClendon (bez klubu) - Zuzanna Efimienko (Metalleghe Sanitars Montichiari) - Małgorzata Skorupa (Trefl Sopot) - Dominika Mras (Trefl Sopot) | - Katarina Osadchuk (VfB 91 Suhl) - Gvanca Ulumbelashvili (AZS Politechnika Śląska Gliwice)) - Katarzyna Bryda (VfB 91 Suhl) - Agnieszka Wołoszyn (KS Energetyk Poznań) - Patrycja Tomczyk (AZS Politechnika Śląska Gliwice) - Anna Pawłowska (Enea PTPS Piła) |
| w trakcie sezonu | |
| - Atina Papafotiu (Imoco Volley Conegliano) | |

| BKS Profi Credit Bielsko-Biała | BKS Profi Credit Bielsko-Biała |
| Przychodzą | Odchodzą |
| --- | --- |
| - Nia Grant (Allianz MTV Stuttgart) - Dominika Sobolska (Tauron MKS Dąbrowa Górnicza) - Aleksandra Jagieło (Chemik Police) - Katarzyna Konieczna (Impel Wrocław) - Marlena Pleśnierowicz (KS Pałac Bydgoszcz) - Izabela Lemańczyk (Tauron MKS Dąbrowa Górnicza) - Barbara Zakościelna (LTS Legionovia Legionowo) - Olivia Różański (SMS PZPS Szczyrk) - Julia Nowicka (SMS PZPS Szczyrk) - Martyna Świrad (SMS PZPS Szczyrk) - Wiktoria Szumera (BKS Profi Credit Bielsko-Biała (Młoda Liga)) | - Jaroslava Pencová (SAB Volley Legnano) - Soňa Mikysková (Bangkok Glass VC) - Magdalena Gryka (Azerrail Baku) - Erica Handley (Nantes VB) - Mariola Wojtowicz (koniec kariery) - Aleksandra Trojan (Impel Wrocław) - Ewelina Brzezińska (Trefl Proxima Kraków) - Natalia Skrzypkowska (KSZO Ostrowiec Świętokrzyski) - Joanna Staniucha-Szczurek (koniec kariery) - Natalia Perlińska (AZS Politechnika Śląska Gliwice) |
| w trakcie sezonu | |
| - Gina Mancuso (Leonas de Ponce) | - Aleksandra Wańczyk (KSZO Ostrowiec Świętokrzyski) |

| Poli Budowlani Toruń | Poli Budowlani Toruń |
| Przychodzą | Odchodzą |
| --- | --- |
| - Marina Cvetanović (Polski Cukier Muszynianka Muszyna) - Júlia Kavalenka (Associação Academia José Moreira) - Dorota Ściurka (KSZO Ostrowiec Świętokrzyski) - Izabela Bałucka (Impel Wrocław) | - Rebecca Pavan (szuka klubu) - Morena Martínez Franchi (szuka klubu) - Sylwia Wojcieska (CSM Târgoviște) - Patrycja Polak (Tauron MKS Dąbrowa Górnicza) - Ilona Gierak (Impel Wrocław) - Aleksandra Gancarz (szuka klubu) |
| w trakcie sezonu | |
| - Mirosław Zawieracz (I trener) (Wisła Warszawa) - Kinga Hatala (Trefl Proxima Kraków) | - Nicola Vettori (I trener) (szuka klubu) - Ewa Bimkiewicz (PWSZ Karpaty Krosno) |

| Polski Cukier Muszynianka Muszyna | Polski Cukier Muszynianka Muszyna |
| Przychodzą | Odchodzą |
| --- | --- |
| - Bogdan Serwiński (I trener) - Danica Radenković (Azerrail Baku) - Marija Karakaszewa (Volley Soverato) - Małgorzata Śmieszek (KS Pałac Bydgoszcz) - Paulina Bałdyga (KS Pałac Bydgoszcz) - Monika Bociek (LTS Legionovia Legionowo) - Roksana Brzóska (KSZO Ostrowiec Świętokrzyski) - Patrycja Flakus (KS DevelopRes Rzeszów) - Karolina Portalska (KS Pałac Bydgoszcz) | - Ryszard Litwin (I trener) (WTS Solna Wieliczka) - Marina Cvetanović (Giacomini Budowlani Toruń) - Tanja Sredić (szuka klubu) - Nataša Čikiriz (SC Potsdam) - Anna Grejman (Ankara Karayollari) - Dorota Wilk (PTPS Piła) - Agnieszka Rabka (KSZO Ostrowiec Świętokrzyski) - Justyna Sosnowska (KSZO Ostrowiec Świętokrzyski) - Koleta Łyszkiewicz (KSZO Ostrowiec Świętokrzyski) - Magdalena Wawrzyniak (Impel Wrocław) - Aleksandra Pasznik (KS Energetyk Poznań) - Magdalena Szabó (PWSZ Tarnów) |

| Enea PTPS Piła | Enea PTPS Piła |
| Przychodzą | Odchodzą |
| --- | --- |
| - Marcin Widera (II trener) - Jessica Walker (Jakarta PGN Popsivo) - Jelena Trnić (Crvena zvezda Belgrad) - Dajana Bošković (University of Texas at San Antonio) - Dorota Wilk (Polski Cukier Muszynianka Muszyna) - Karolina Różycka (powrót po urlopie macierzyńskim) - Anna Pawłowska (ŁKS Commercecon Łódź) - Justyna Łysiak (SMS PZPS Szczyrk) | - Piotr Sobolewski (II trener) (Joker Świecie) - Beta Dumančić (Schweriner SC) - Alexis Austin (szuka klubu) - Alicia Ogoms (SAB Volley Legnano) - Karolina Piśla (Alemannia Aachen) - Sylwia Kucharska (MKS Kalisz) - Adrianna Kukulska (AZS Politechnika Śląska Gliwice) - Alicja Markiewicz (KSZO Ostrowiec Świętokrzyski) - Zuzanna Kucińska (Wisła Warszawa) |

| KS Pałac Bydgoszcz | KS Pałac Bydgoszcz |
| Przychodzą | Odchodzą |
| --- | --- |
| - Piotr Makowski (I trener) (Łuczniczka Bydgoszcz) - Magdalena Mazurek (bez klubu) - Monika Fedusio (Trefl Sopot) - Joanna Nickowska (KS DevelopRes Rzeszów) - Sandra Szczygioł (Joker Świecie) - Katarzyna Wenerska (Joker Świecie) - Kinga Różyńska (SMS PZPS Szczyrk) - Paulina Świder (KS Pałac Bydgoszcz (Młoda Liga)) | - Adam Grabowski (I trener) (KSZO Ostrowiec Świętokrzyski) - Marlena Pleśnierowicz (BKS Profi Credit Bielsko-Biała) - Magdalena Jagodzińska (WTS Solna Wieliczka) - Pola Nowakowska (KS DevelopRes Rzeszów) - Natalia Krawulska (MKS Kalisz) - Małgorzata Śmieszek (Polski Cukier Muszynianka Muszyna) - Paulina Bałdyga (Polski Cukier Muszynianka Muszyna) - Karolina Portalska (Polski Cukier Muszynianka Muszyna) - Daria Dąbrowska (ECO AZS Uni Opole) |
| w trakcie sezonu | |
| - Zuzanna Czyżnielewska (Grot Budowlani Łódź) | |

| LTS Legionovia Legionowo | LTS Legionovia Legionowo |
| Przychodzą | Odchodzą |
| --- | --- |
| - Magdalena Damaske (Trefl Sopot) - Beata Mielczarek (Trefl Sopot) - Alicja Wójcik (Trefl Sopot) - Paulina Szpak (KSZO Ostrowiec Świętokrzyski) - Małgorzata Jasek (AZS-AWF Warszawa) | - Monika Bociek (Polski Cukier Muszynianka Muszyna) - Katarzyna Połeć (Wisła Warszawa) - Iga Chojnacka (Impel Wrocław) - Klaudia Grzelak (Joker Świecie) - Agata Skiba (szuka klubu) - Katarzyna Wawrzyniak (MKS Kalisz) - Barbara Zakościelna (BKS Profi Credit Bielsko-Biała) |
| w trakcie sezonu | |
| | - Maciej Bartodziejski (I trener) (szuka klubu) |

| KSZO Ostrowiec Świętokrzyski | KSZO Ostrowiec Świętokrzyski |
| Przychodzą | Odchodzą |
| --- | --- |
| - Adam Grabowski (I trener) (KS Pałac Bydgoszcz) - Anna Miros (Tauron MKS Dąbrowa Górnicza) - Natalia Skrzypkowska (BKS Profi Credit Bielsko-Biała)- - Justyna Sosnowska (Polski Cukier Muszynianka Muszyna) - Agnieszka Rabka (Polski Cukier Muszynianka Muszyna) - Marta Biedziak (SF Paris Saint Cloud) - Koleta Łyszkiewicz (Polski Cukier Muszynianka Muszyna) - Alicja Markiewicz (Enea PTPS Piła) - Nicola Chruściel (KSZO Ostrowiec Świętokrzyski (Młoda Liga)) - Joanna Ciesielczyk (KSZO Ostrowiec Świętokrzyski (Młoda Liga)) | - Dariusz Parkitny (I trener) (AZS Częstochowa) - Sava Thaka (szuka klubu) - Aleksandra Jocić (szuka klubu) - Roksana Brzóska (Polski Cukier Muszynianka Muszyna) - Ewelina Polak (Grot Budowlani Łódź) - Julia Piotrowska (Grot Budowlani Łódź) - Dorota Ściurka (Giacomini Budowlani Toruń) - Zuzanna Czyżnielewska (Grot Budowlani Łódź) - Joanna Kapturska (szuka klubu) - Paulina Szpak (LTS Legionovia Legionowo) - Kamila Colik (Tauron MKS Dąbrowa Górnicza) - Zuzanna Urbańska (szuka klubu) |
| w trakcie sezonu | |
| - Magdalena Gryka (Azerrail Baku) - Aleksandra Wańczyk (BKS Profi Credit Bielsko-Biała) | - Agnieszka Rabka (KS DevelopRes Rzeszów) |

| Trefl Proxima Kraków | Trefl Proxima Kraków |
| Przychodzą | Odchodzą |
| --- | --- |
| - Zsuzsanna Tálas (Linamar Békéscsabai RSE) - Sarah Clement (Linamar Békéscsabai RSE) - Ewelina Brzezińska (BKS Profi Credit Bielsko-Biała) - Kinga Hatala (Wisła Warszawa) - Klaudia Kulig (Trefl Sopot) - Martyna Łukasik (Trefl Sopot - Justyna Łukasik (Trefl Sopot - Daria Paszek (Tauron MKS Dąbrowa Górnicza) - Aleksandra Szymańska (Nike Węgrów) | Trefl Sopot - Karolina Goliat (AS Saint-Raphaël VB) - Natalia Gajewska (KS DevelopRes Rzeszów) - Beata Mielczarek (LTS Legionovia Legionowo) - Alicja Wójcik (LTS Legionovia Legionowo) - Magdalena Damaske (LTS Legionovia Legionowo) - Martyna Łukasik (Trefl Proxima Kraków) - Justyna Łukasik (Trefl Proxima Kraków) - Klaudia Kulig (Trefl Proxima Kraków) - Małgorzata Skorupa (ŁKS Commercecon Łódź) - Dominika Mras (ŁKS Commercecon Łódź) - Karolina Bednarek (Joker Świecie) - Anna Bodasińska (PWSZ Karpaty Krosno) - Daria Szczyrba (szuka klubu) - Monika Fedusio (KS Pałac Bydgoszcz) Proxima Kraków - Ewelina Janicka (MKS Calisia Kalisz) - Angelika Bulbak (MKS Calisia Kalisz) - Marzena Kropidłowska (szuka klubu) - Anna Widera (szuka klubu) - Klaudia Boguszewska (szuka klubu) - Aleksandra Filip (szuka klubu) - Gabriela Ponikowska (szuka klubu) - Iwona Krochmal (szuka klubu) - Katarzyna Bakuła (szuka klubu) |
| w trakcie sezonu | |
| - Rebecca Pavan (Poli Budowlani Toruń) | - Kinga Hatala (Poli Budowlani Toruń) |